# Biserica de zid Sfântul Gheorghe din Sânpetru

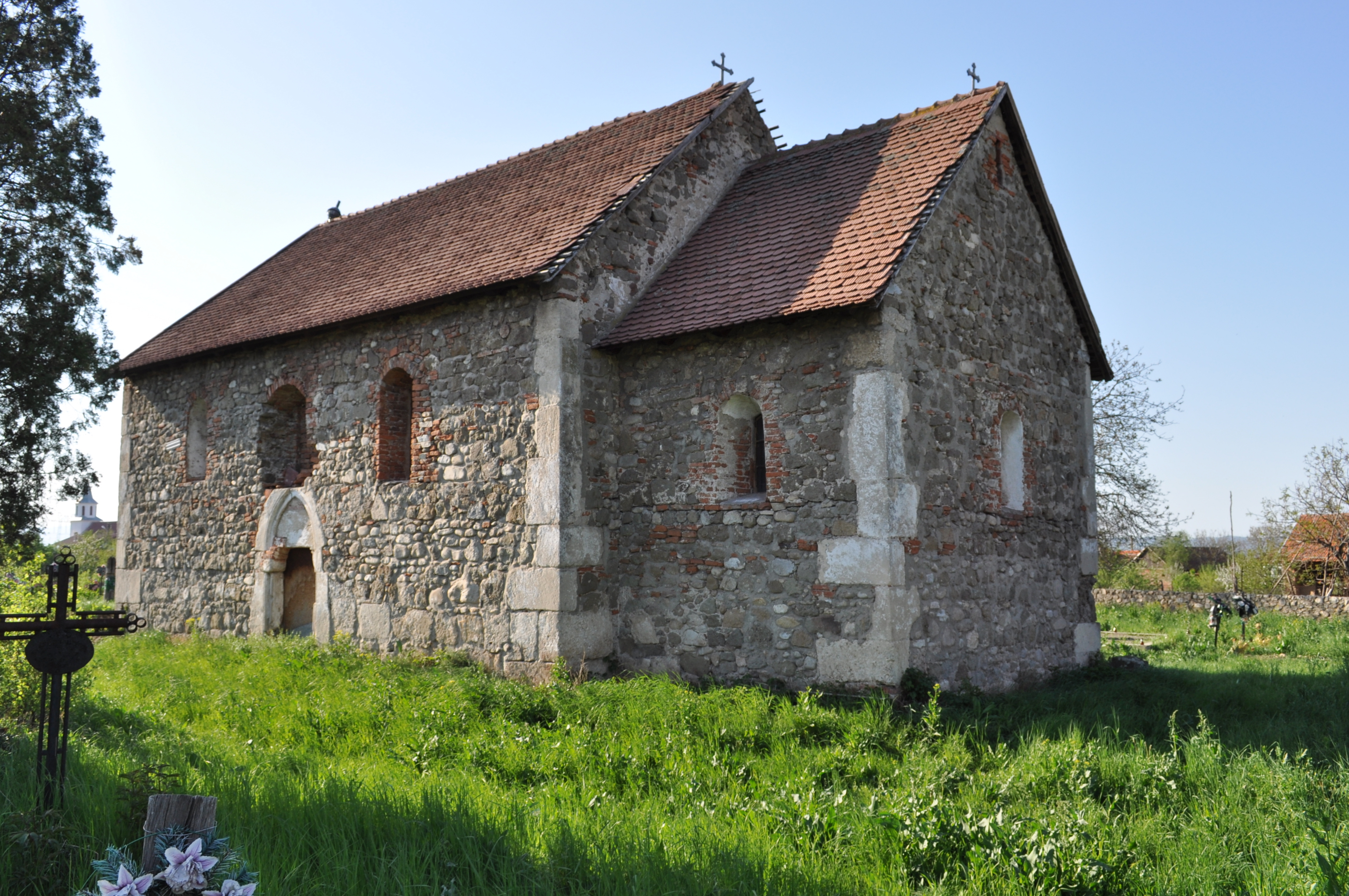
Biserica „Sfântul Mare Mucenic Gheorghe” din Sânpetru, județul Hunedoara, foto: aprilie 2012.

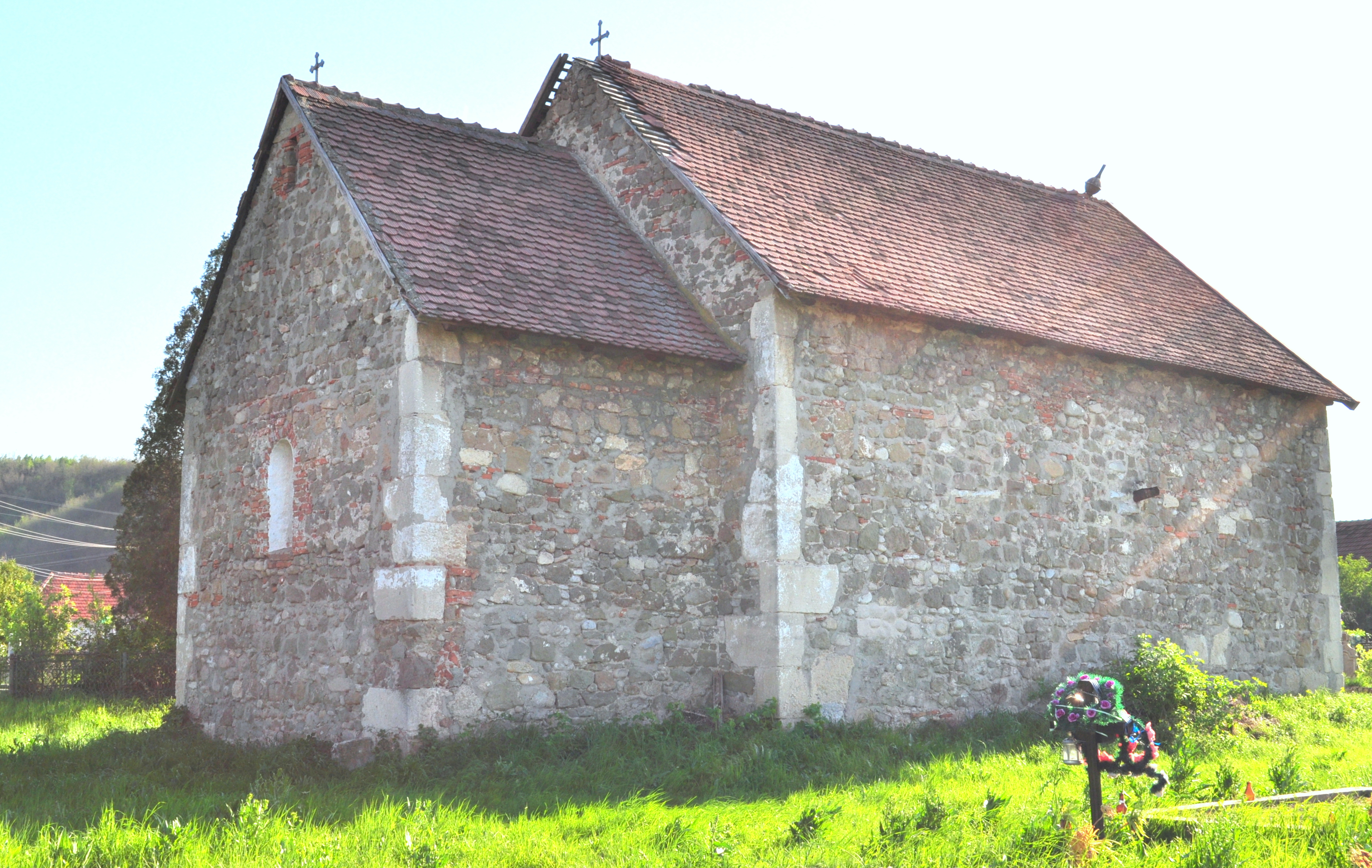
Biserica „Sfântul Mare Mucenic Gheorghe” din Sânpetru, județul Hunedoara, foto: aprilie 2012.

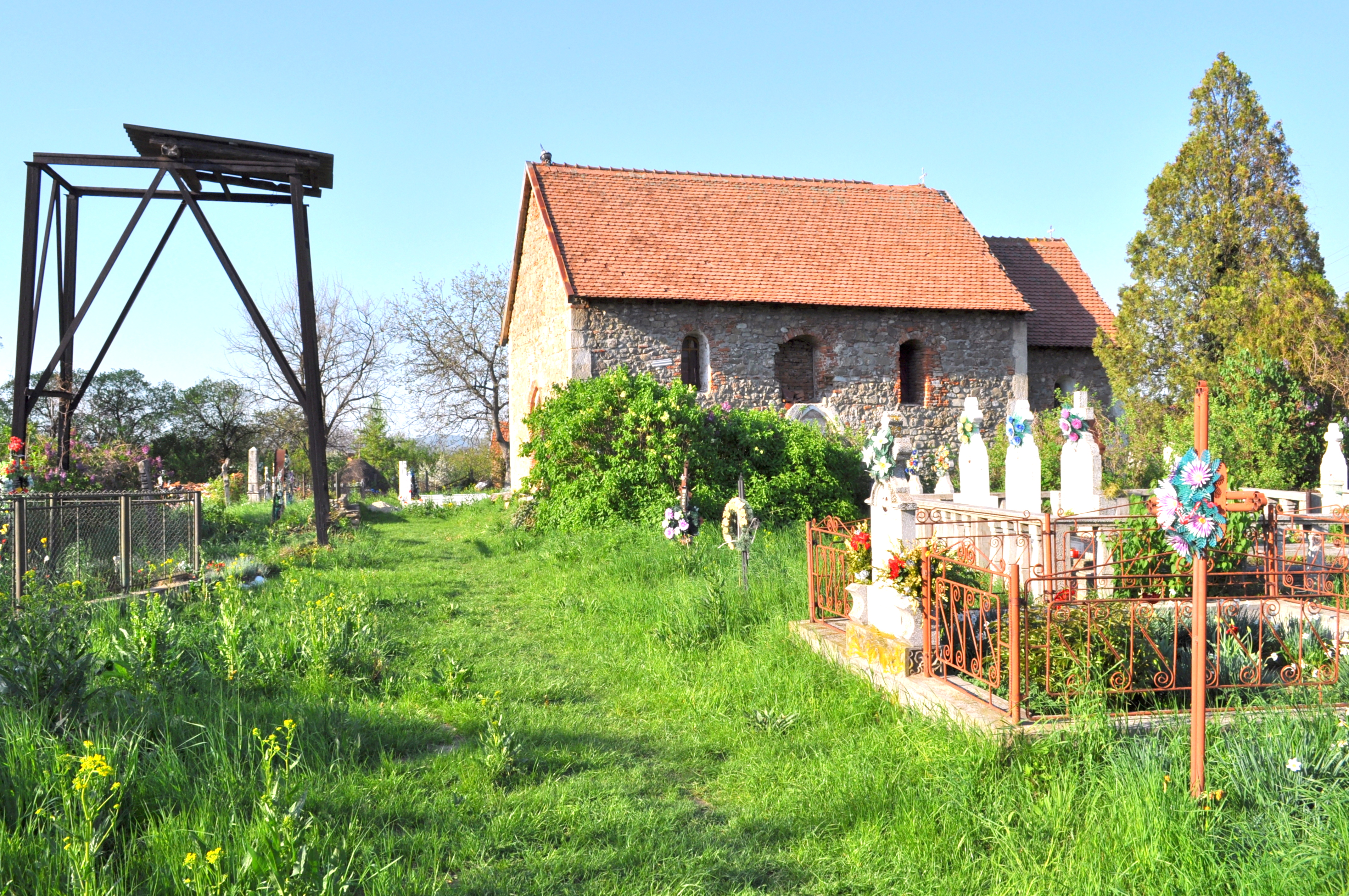
Biserica și clopotnița

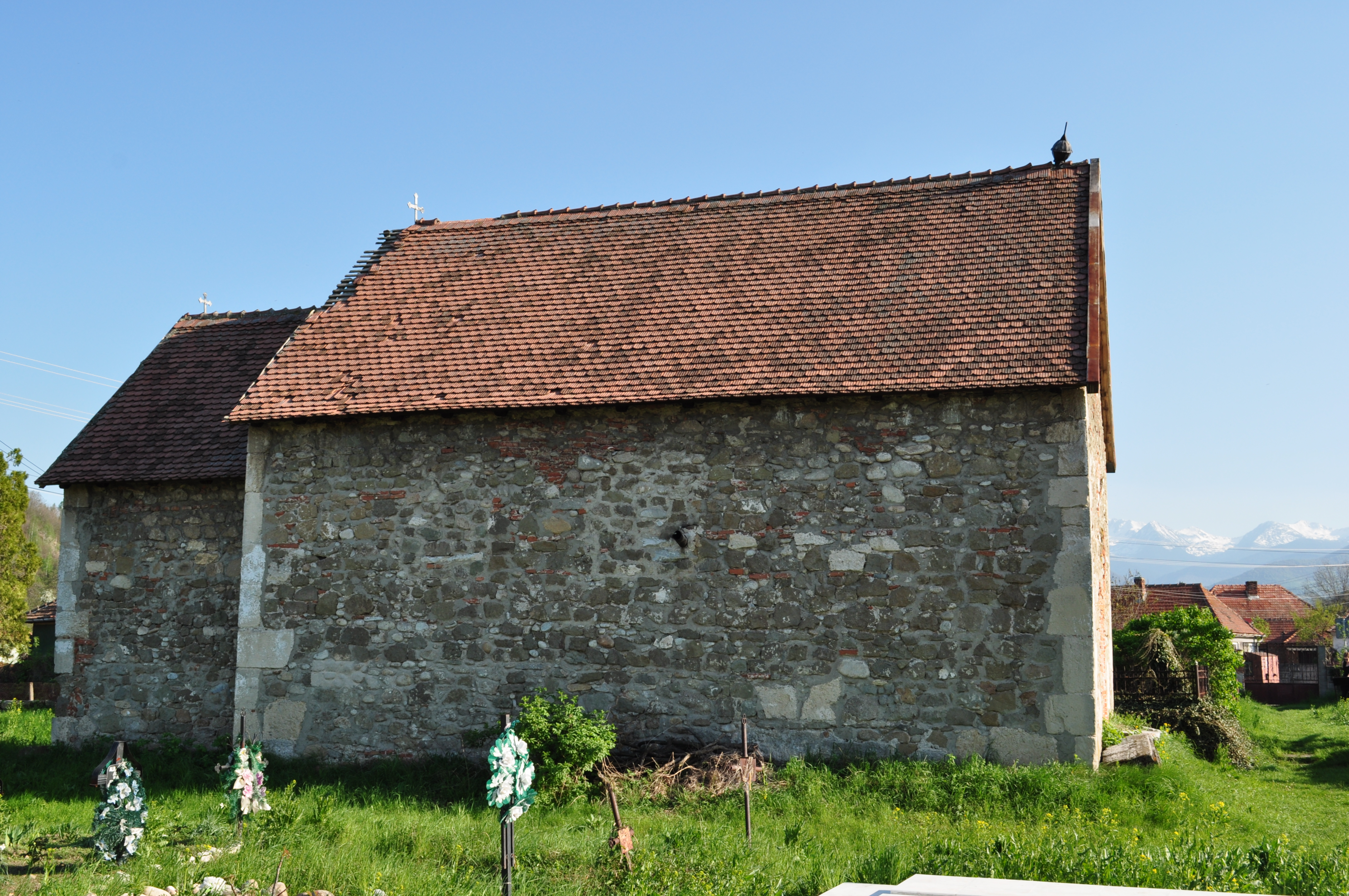
Biserica (nord)

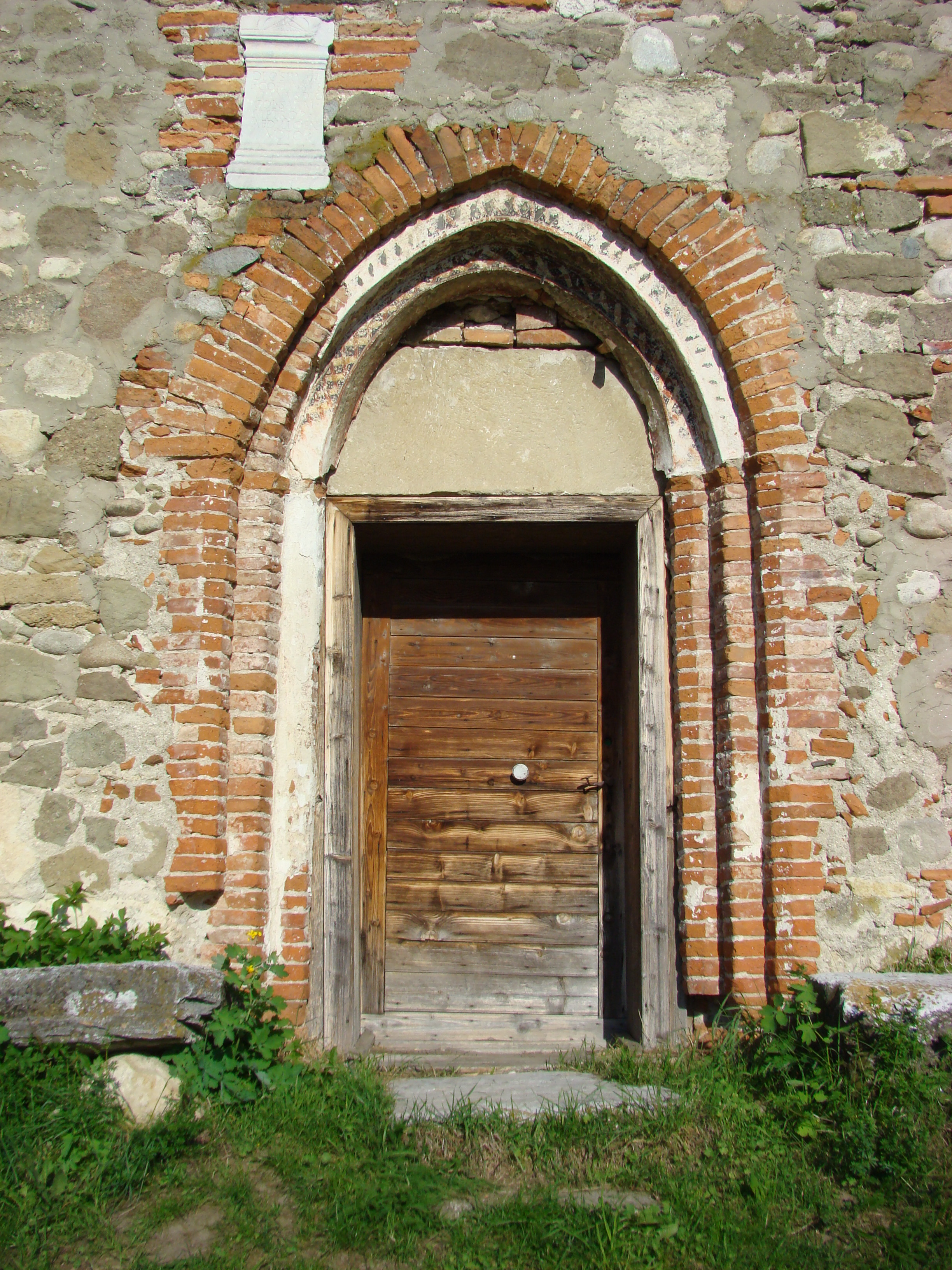
Portalul vestic

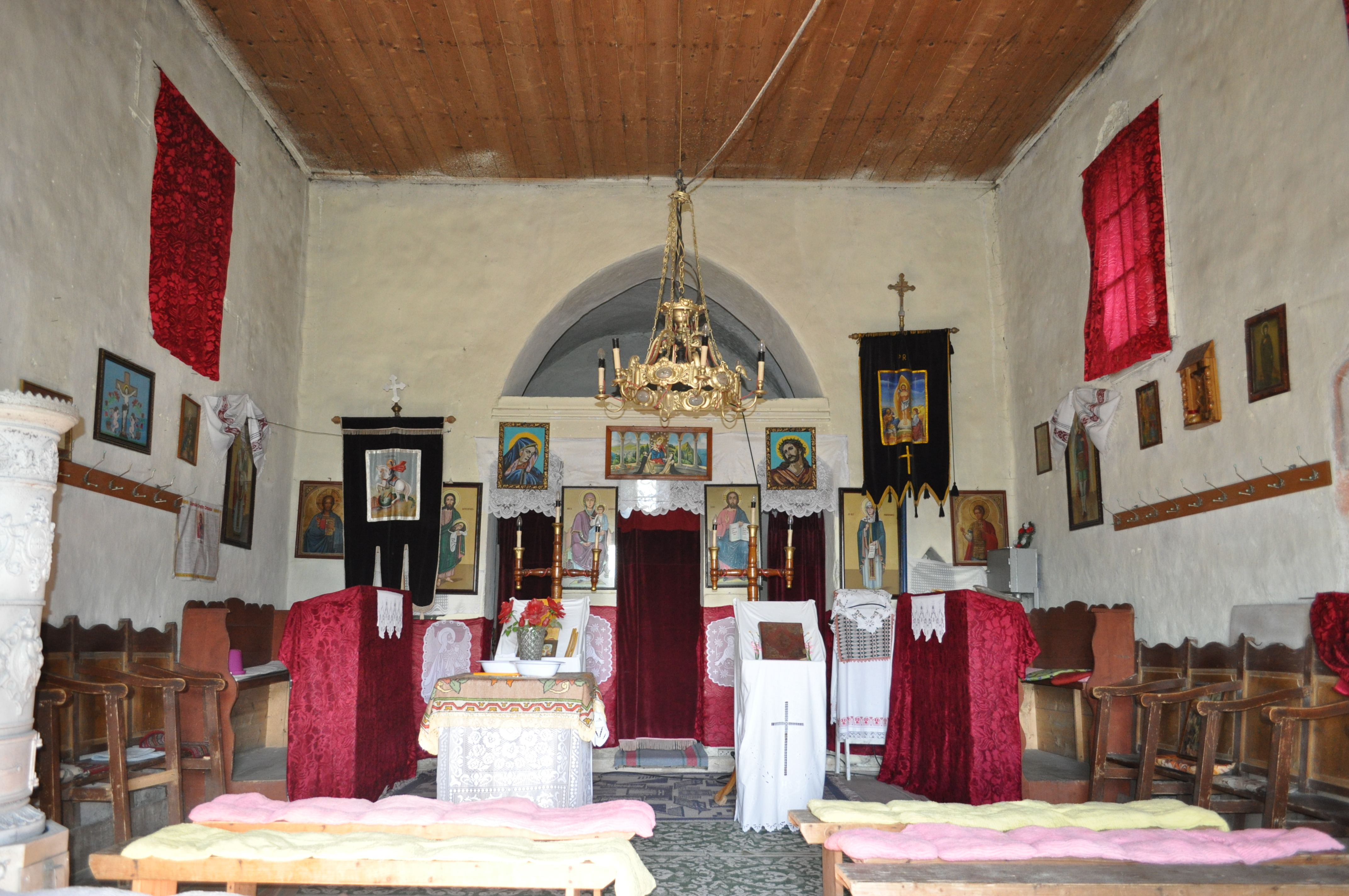
Nava spre iconostas

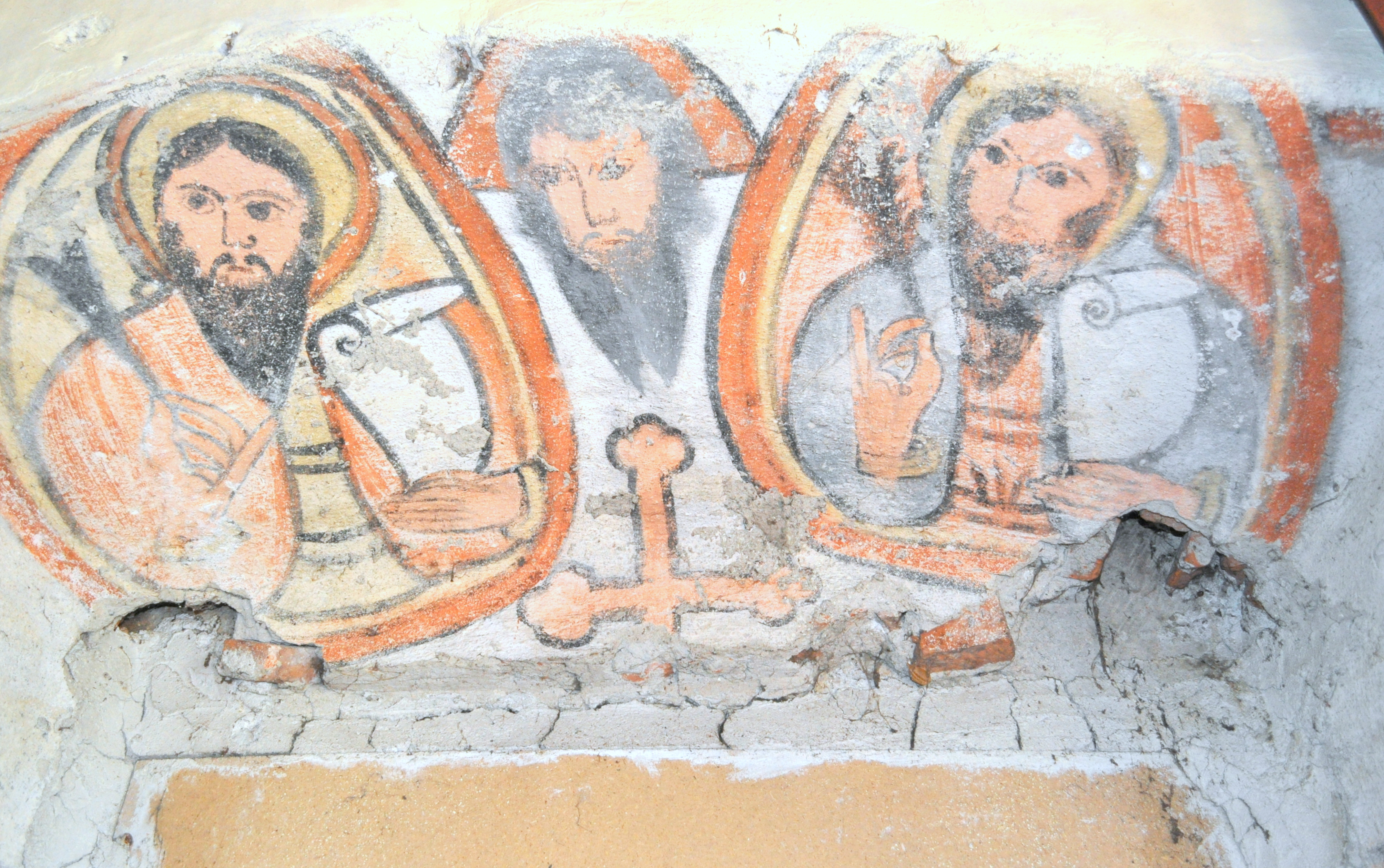
Fragmente din vechea pictură parietală

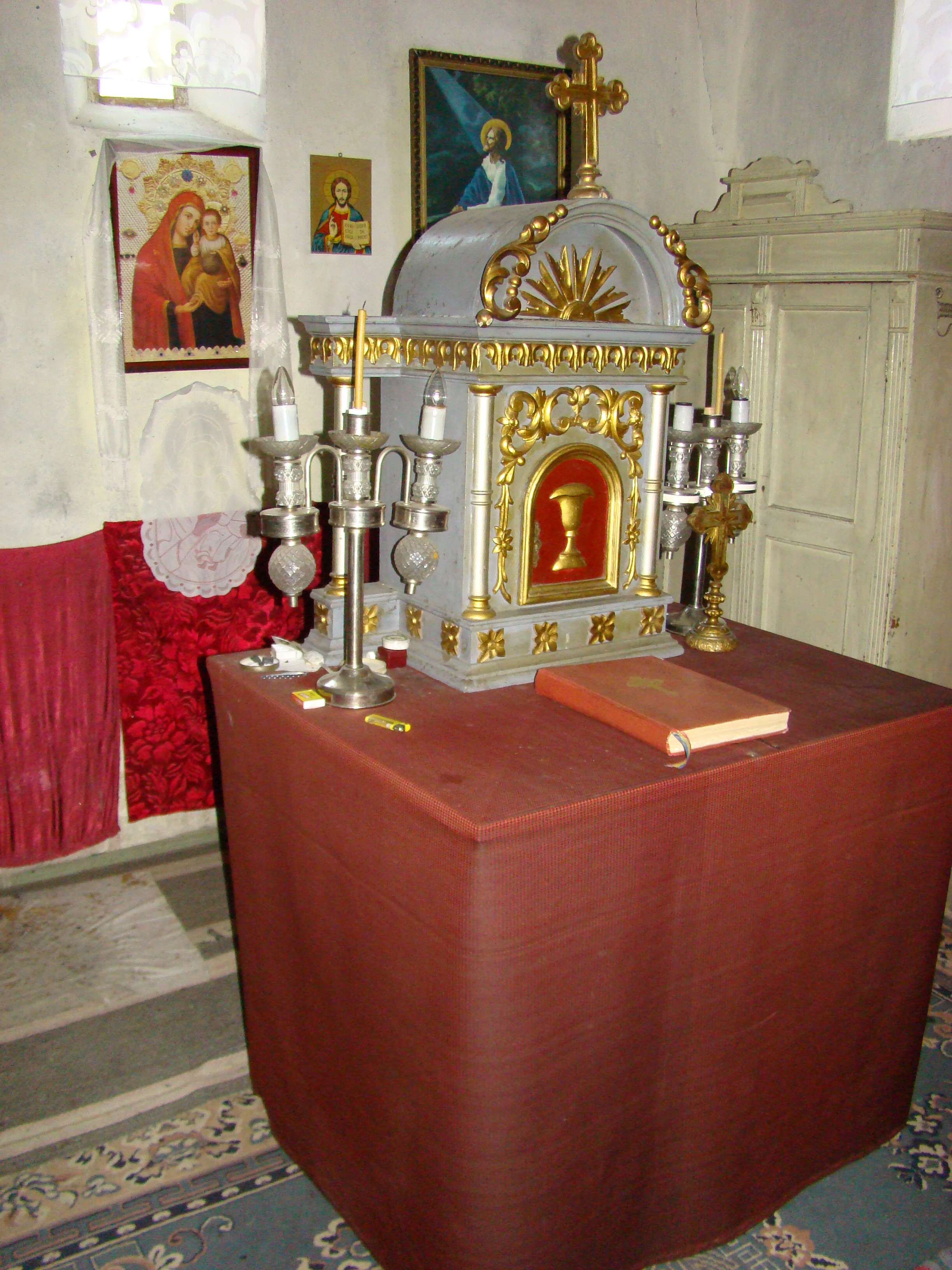
În altar

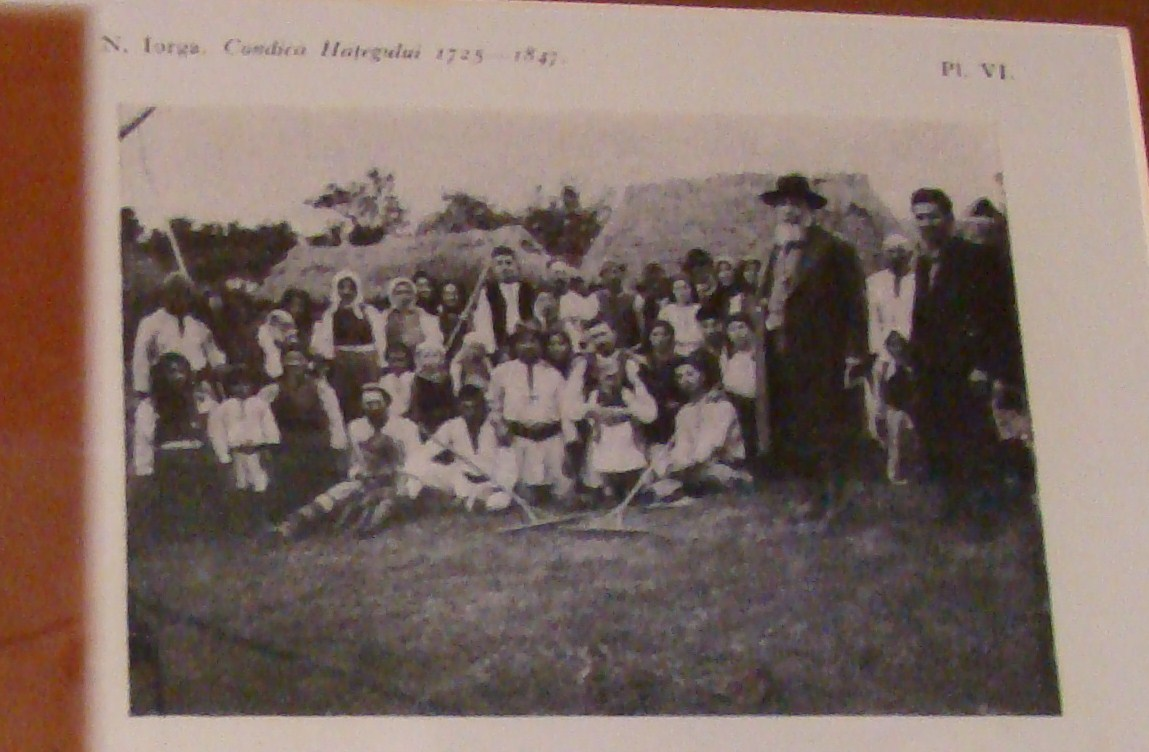
Nicolae Iorga în mijlocul sătenilor din Sânpetru (septembrie 1940), cu puțin timp înainte de moartea sa

Biserica „Sfântul Gheorghe” din Sânpetru, județul Hunedoara, este unul din cele mai vechi monumente de zid ale românilor din Transilvania. A fost construită în secolul al XIV-lea. Biserica se află pe noua listă a monumentelor istorice sub codul LMI:  HD-II-m-A-03444.   

## Istoric și trăsături
Așezat la limita zonei piemontale, satul Sânpetru (com. Sântămăria-Orlea) se înscrie în categoria puținelor localități hunedorene cu nume de sfinți. Denumirea satului, atestată în 1411 sub forma „Zenthpeterfalua”, în maghiară „satul sfântului Petru”, sugerează existența unei biserici mai vechi, cu hramul respectiv.
Edificiul, închinat „Sfântului Mare Mucenic Gheorghe”, este alcătuit dintr-o navă dreptunghiulară tăvănită (9x 5,80 m) și un altar rectangular decroșat (2,70x 3,80 m), acoperit cu o boltă în cruce; turnul-clopotniță lipsește. Ca material de construcție s-a folosit piatra brută, tencuită la exterior. Pe fațada apuseană, constructorii au încastrat, ca elemente ornamentale, câteva piese litice romane și un frumos bust antic, elemente care conferă lăcașului o înfățișare stranie și neașteptată. Prin dispoziția planimetrică și sistemul de boltire al altarului, edificiul se înscrie în sfera arhitecturii romane; portalul vestic, cu arc frânt și trei retrageri, aparține însă stilului gotic. Așadar, aspectul actual este rezultatul numeroaselor transformări pe care le-a suferit lăcașul de-a lungul timpului.
Astfel, la scurt timp după terminarea construcției, se presupune că a fost deschisă o nouă intrare, pe latura de vest a navei; ușa sudică, existentă încă dintru început, a fost ulterior astupată. Tâmpla, construită din cărămidă, pe fundații de piatră și mortar, a fost ridicată în secolul al XVIII-lea. Tot atunci absidei i s-au adăugat la exterior doi contraforți groși, înlăturați în prezent. Alte lucrări au fost executate în anul 1909, când, la interior, a fost amenajată o podea din scânduri, sprijinită pe grinzi transversale, podea care a fost înlocuită, după 1930, cu cea actuală. Alte renovări s-au executat în anii 1979 și 1989.
Așa cum s-a precizat, ctitorul acestei biserici este unul din cnejii locali din Sânpetru, poate Dan, tatăl lui Ștefan (jurat al Țării Hațegului între 1411 și 1418), poate un altul, poreclit „Hitemre” („Pe Credința mea”). În acest caz, actul edilitar ar trebui plasat anterior anului 1443 când satul a fost divizat în trei părți, beneficiari fiind, la acea dată, Cândeștii din Râu de Mori, și nobili din Unciuc și din Săcel. La o concluzie similară privind vechimea lăcașului au condus și rezultatele săpăturilor arheologice din 1975 și 1979; unul din cele două morminte interioare dezvelite cu acel prilej – alte șase au fost descoperite la  exteriorul edificiului - aparținea cu siguranță unei persoane impicate în actul ctitoricesc.
În privința decorației interioare și exterioare decapările efectuate în anii 1973 și 1979 au permis relevarea unor fragmente de pictură, încadrabile stilistic și cronologic în două etape de execuție distincte. Primei etape îi aparțin fragmentele murale descoperite în altar, încadrate cronologic între sfârșitul sec al XIV-lea și începutul celui următor. Diferit, scenele reproduse pe pereții interiori ai navei indică sfârșitul secolului al XVIII-lea ca timp al execuției. Fragmente picturale au fost sesizate și la exterior. Astfel, portarul fațadei apusene a fost împodobit, în a doua jumătate a secolului XV-lea, cu un decor geometrizat; în lunetă era reprodusă probabil icoana de hram. Un sgrafit din anul 1522 concordă cu datarea propusă. Pe tâmpla de zidărie se aflau patru icoane de lemn, pictate, pe la 1783-1785, de către Simion Zugravul din Pitești.
În legătură cu această biserică, restaurată în anul 1976, trebuie menționat și numărul mare de preoți atestați documentar începând cu secolul al XVI-lea. Primul slujitor cunoscut a fost preotul Șărbu, cel care a lăsat în urmă o inscripție slavonă pe două rânduri, incizată pe un fragment al unui ancadrament roman din marmură: ”A scris Șârbu popa mult greșitul. Părinți blogosloviți”. În 1559, apar menționați alți doi preoți, de origine nobilă: Nicolae Popa și Petru Popa („Wolachus presbiter, in possessionis Szentpeter comorans”). În anii 1620-1621, un alt preot din Sânpetru, Ioan Românul (”Iwn Vlahu”), se ostenea cu caligrafierea unei copii a Alexiadei inclusă, împreună cu Floarea Darurilor, cu un fragment al unei Pravile și cu un alt text, în cunoscutul Codex Neagoensis.
Biserica, prezentă pe lista monumentelor istorice românești 9HD-II-m-A-03444), este menționată în tabelele tuturor comisiilor de conscriere ale secolelor XVIII-XIX: 1733, 1750, 1761-1762, 1805 și 1829-1831; harta iosefină a Transilvaniei (1769-1773) îi atestă, de asemenea, existența.

## Imagini din exterior

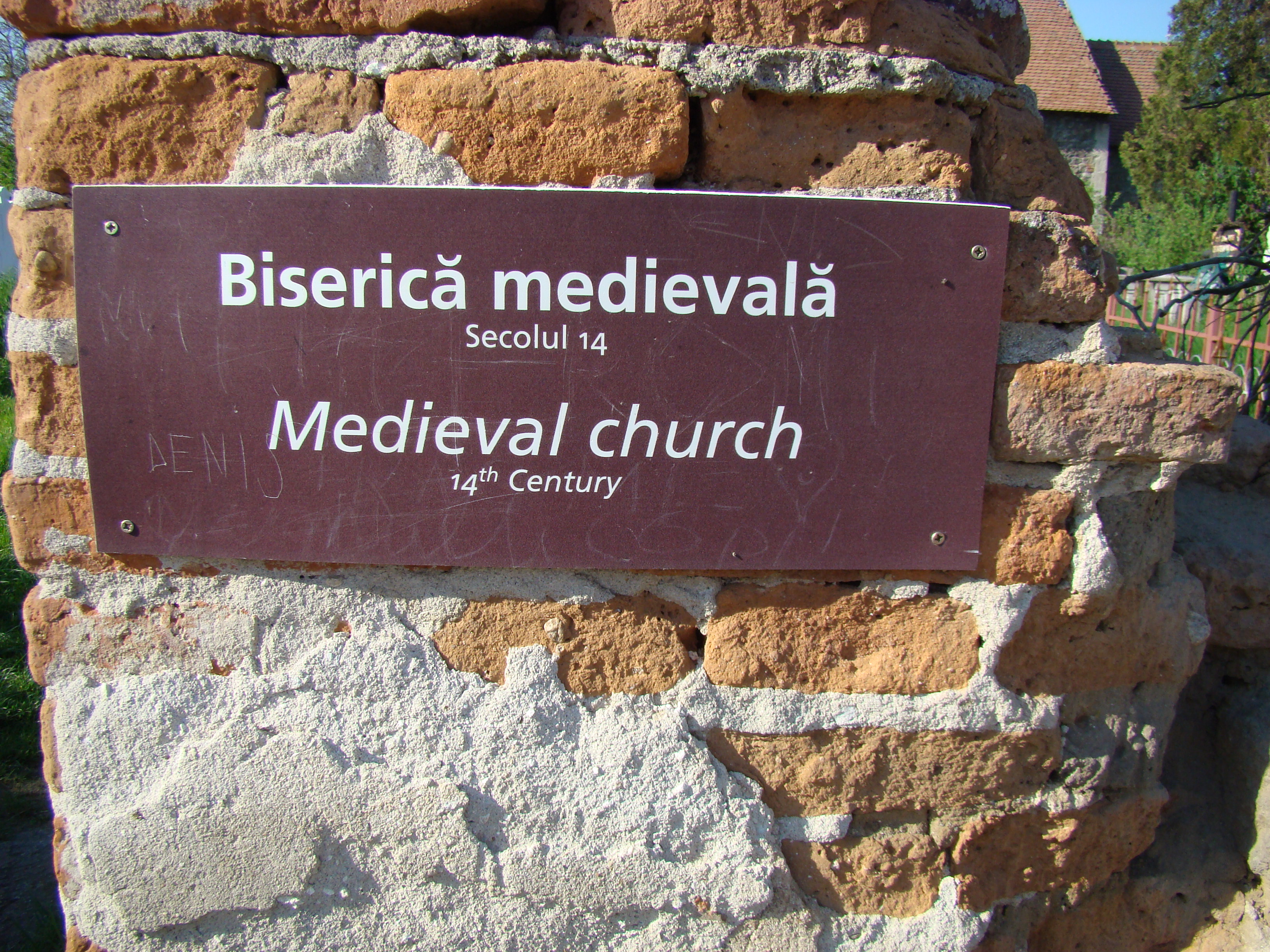
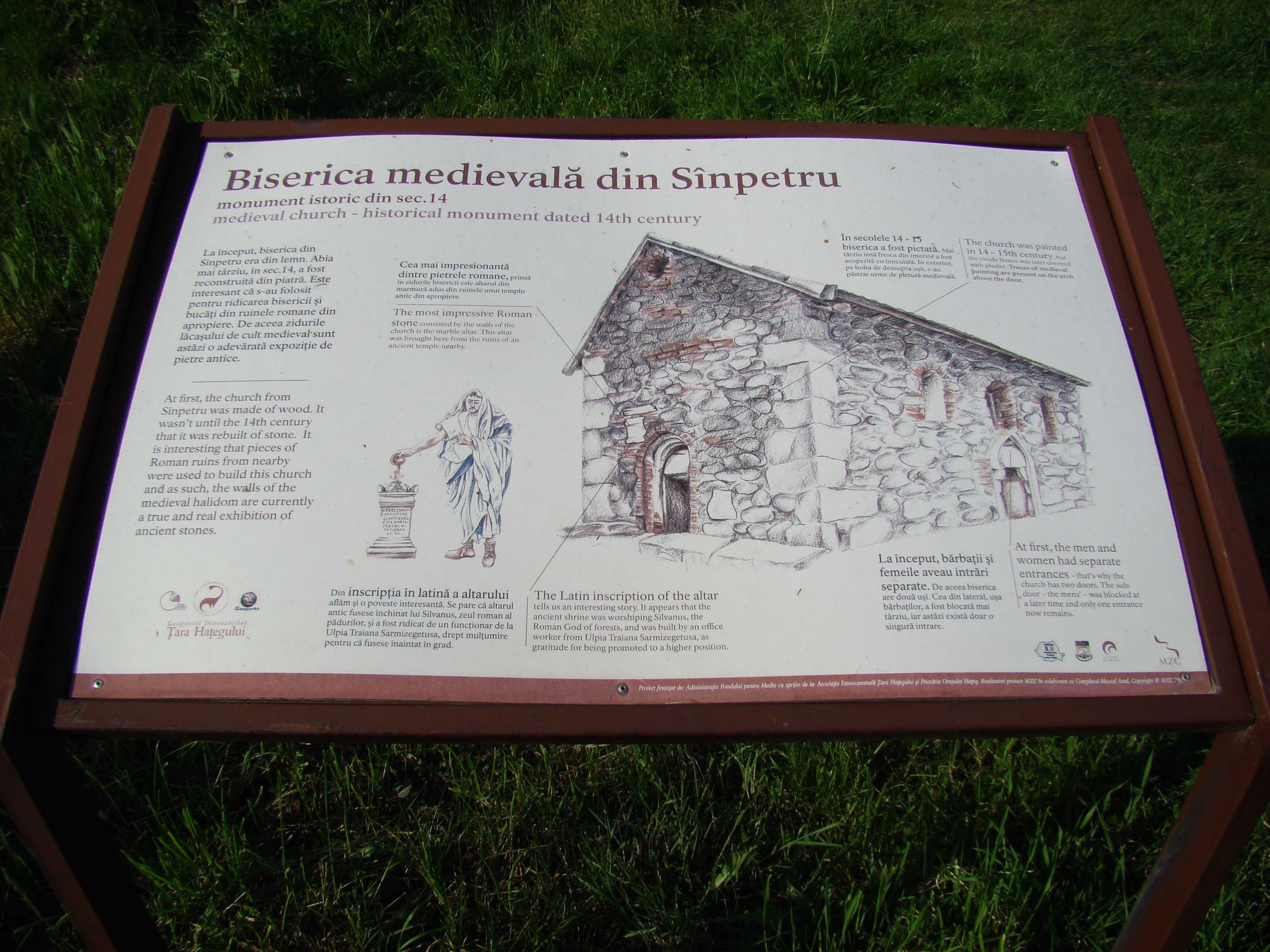
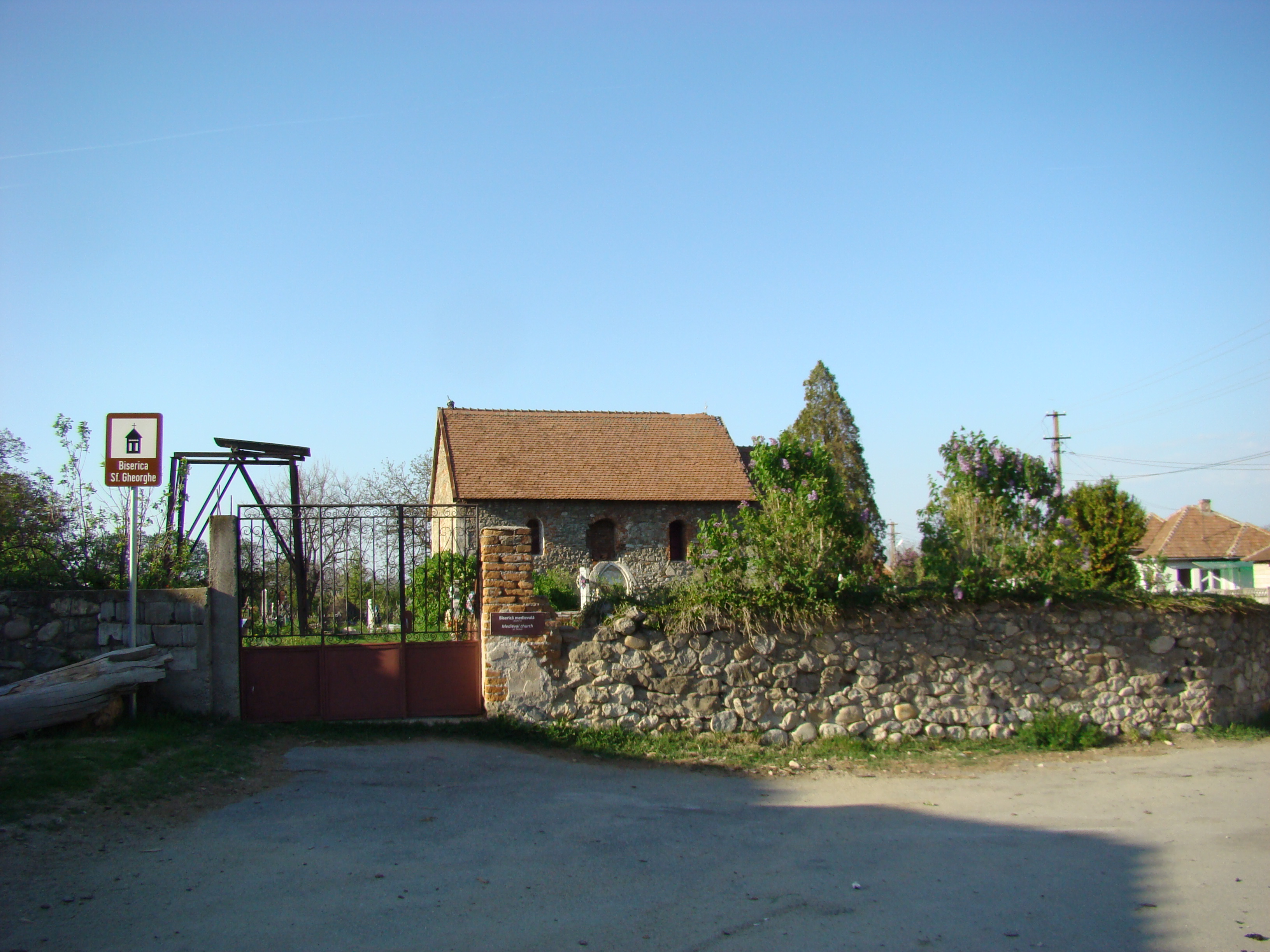
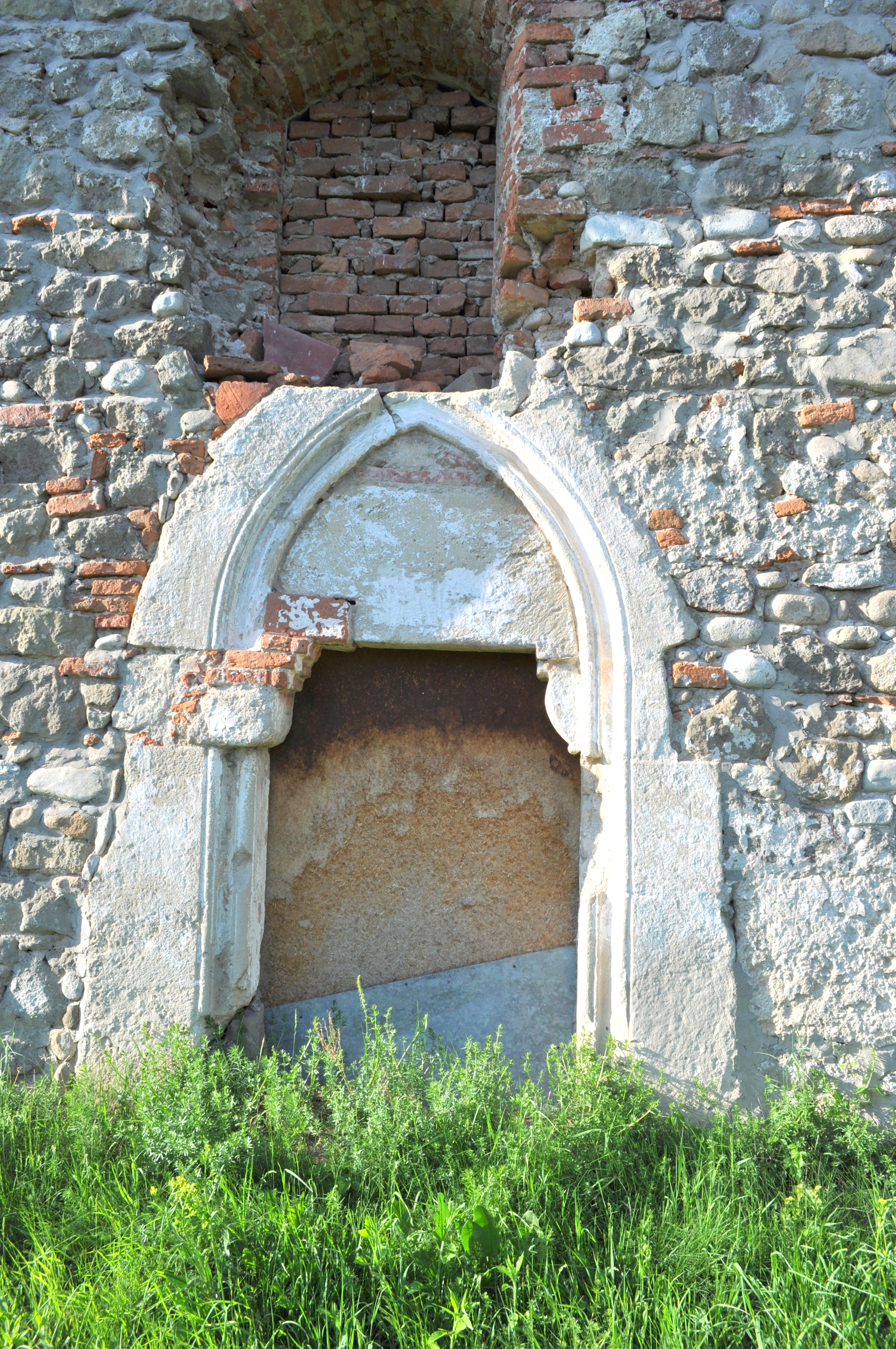
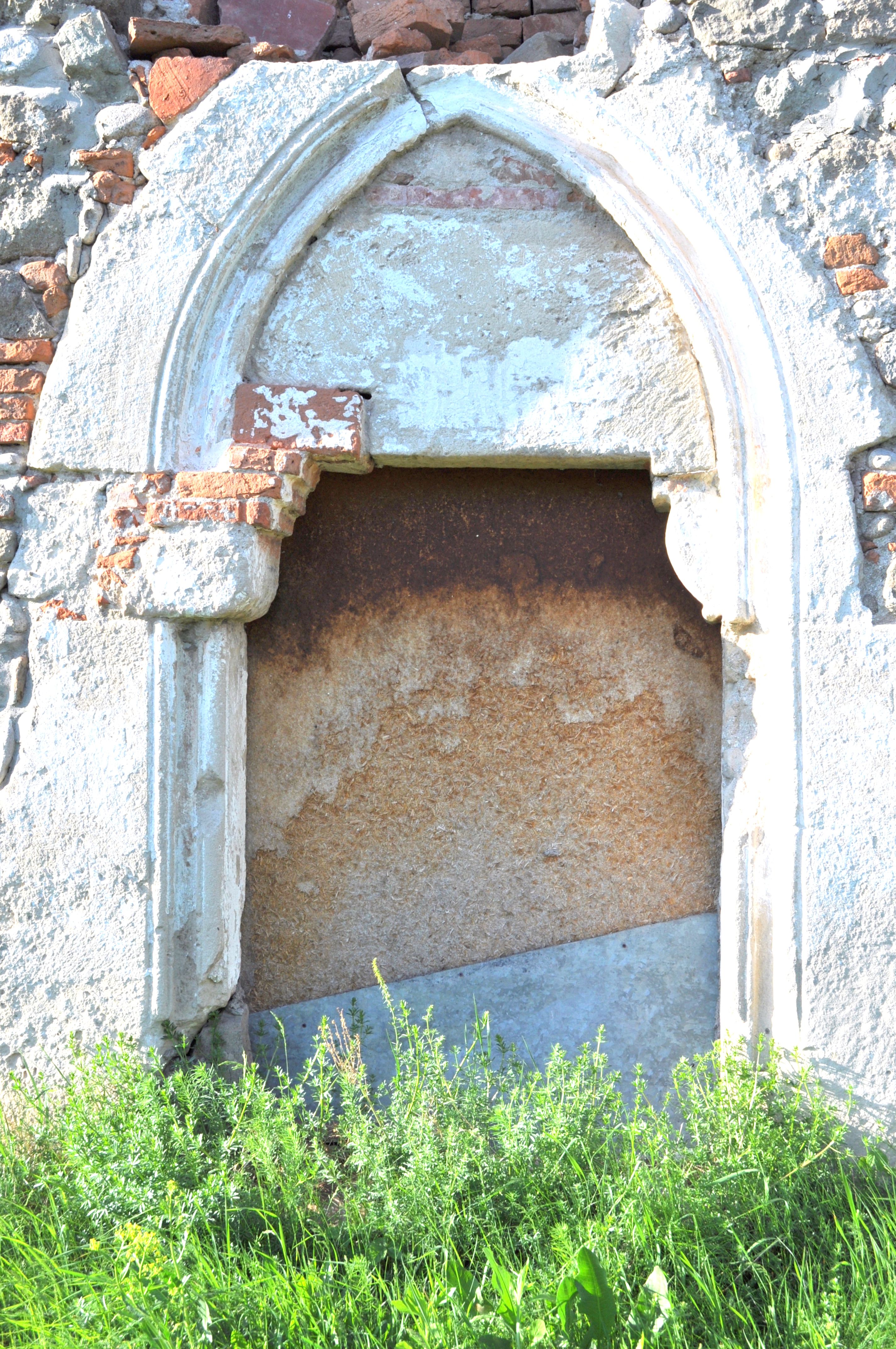
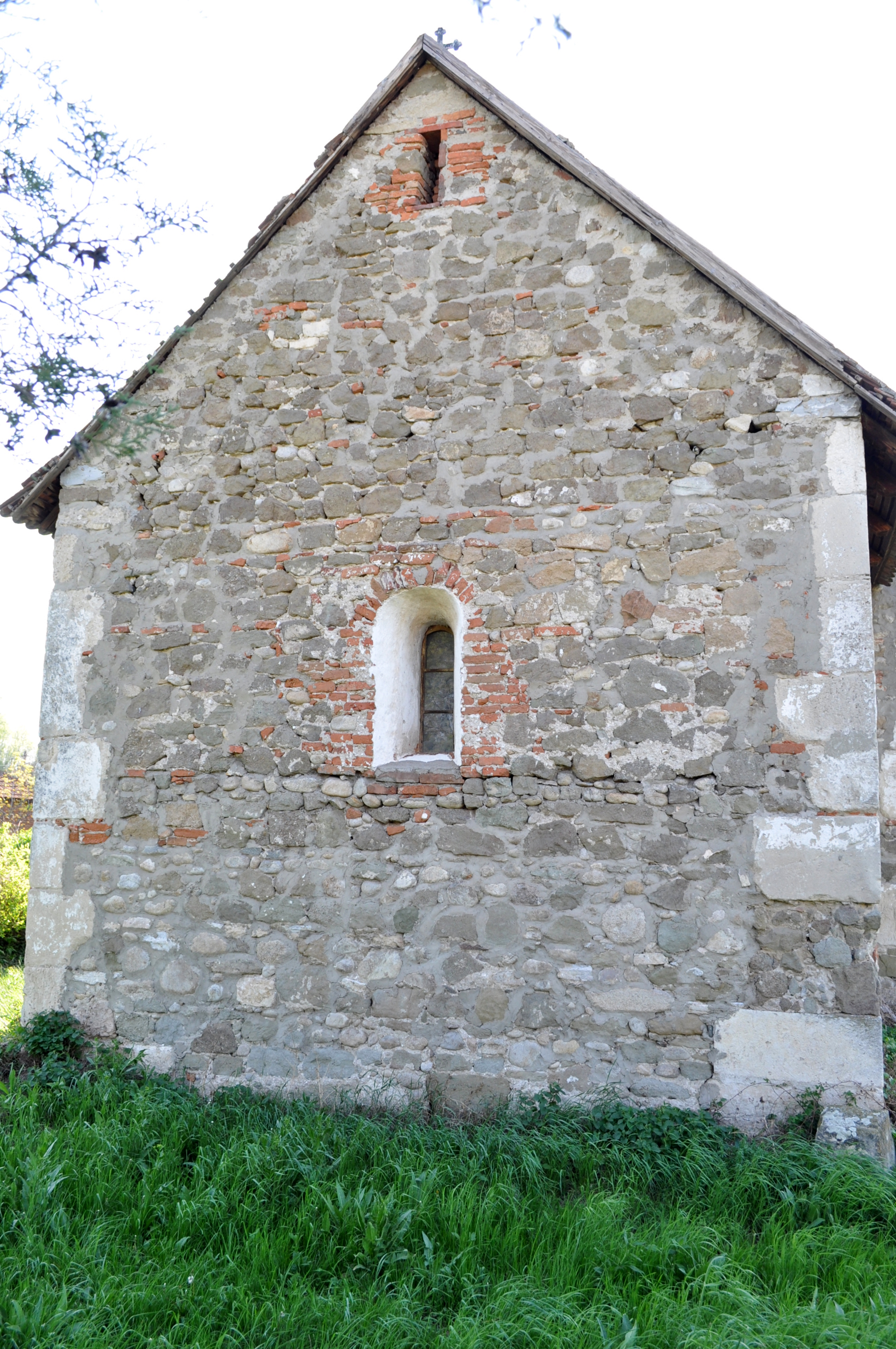
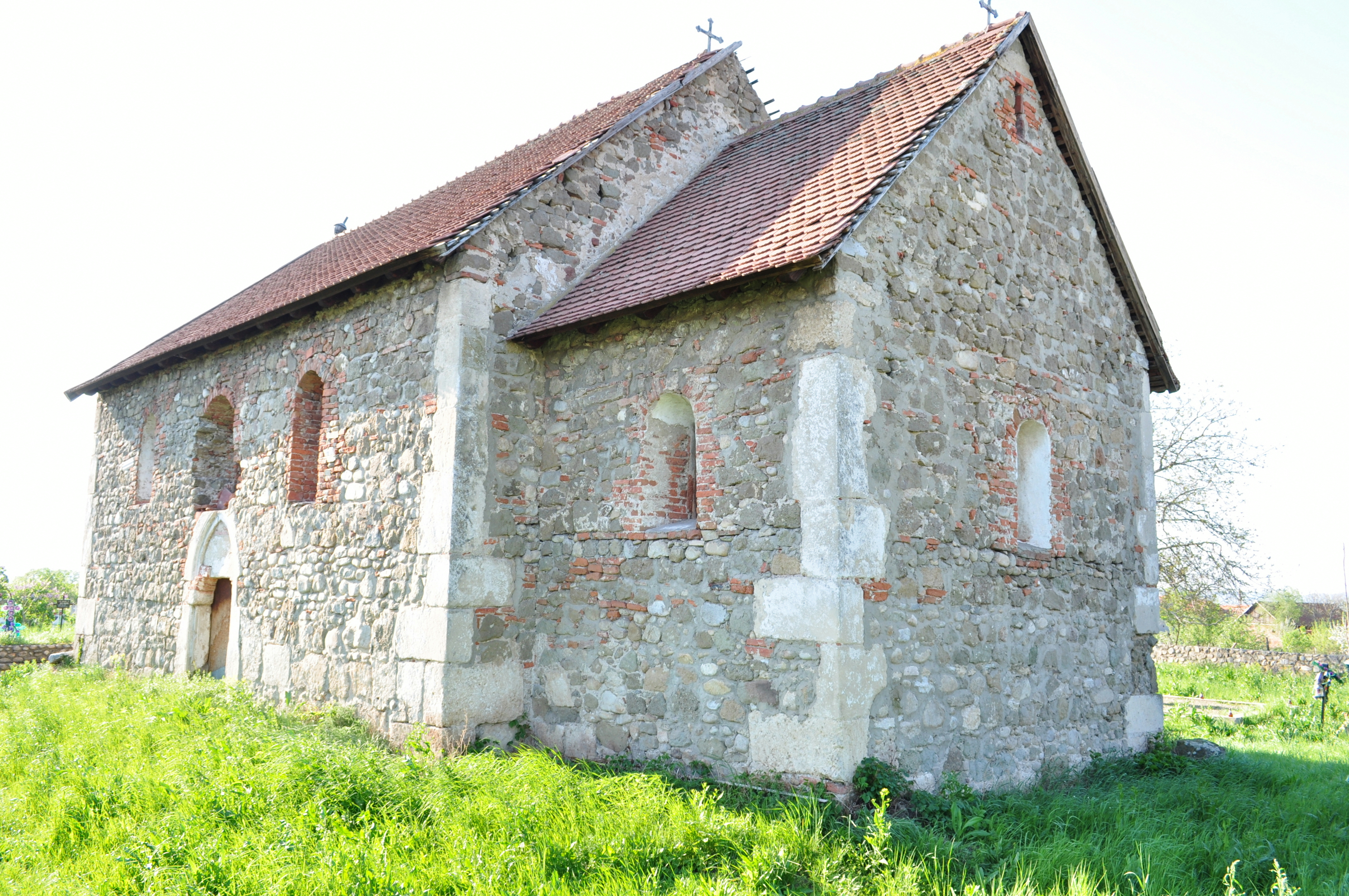
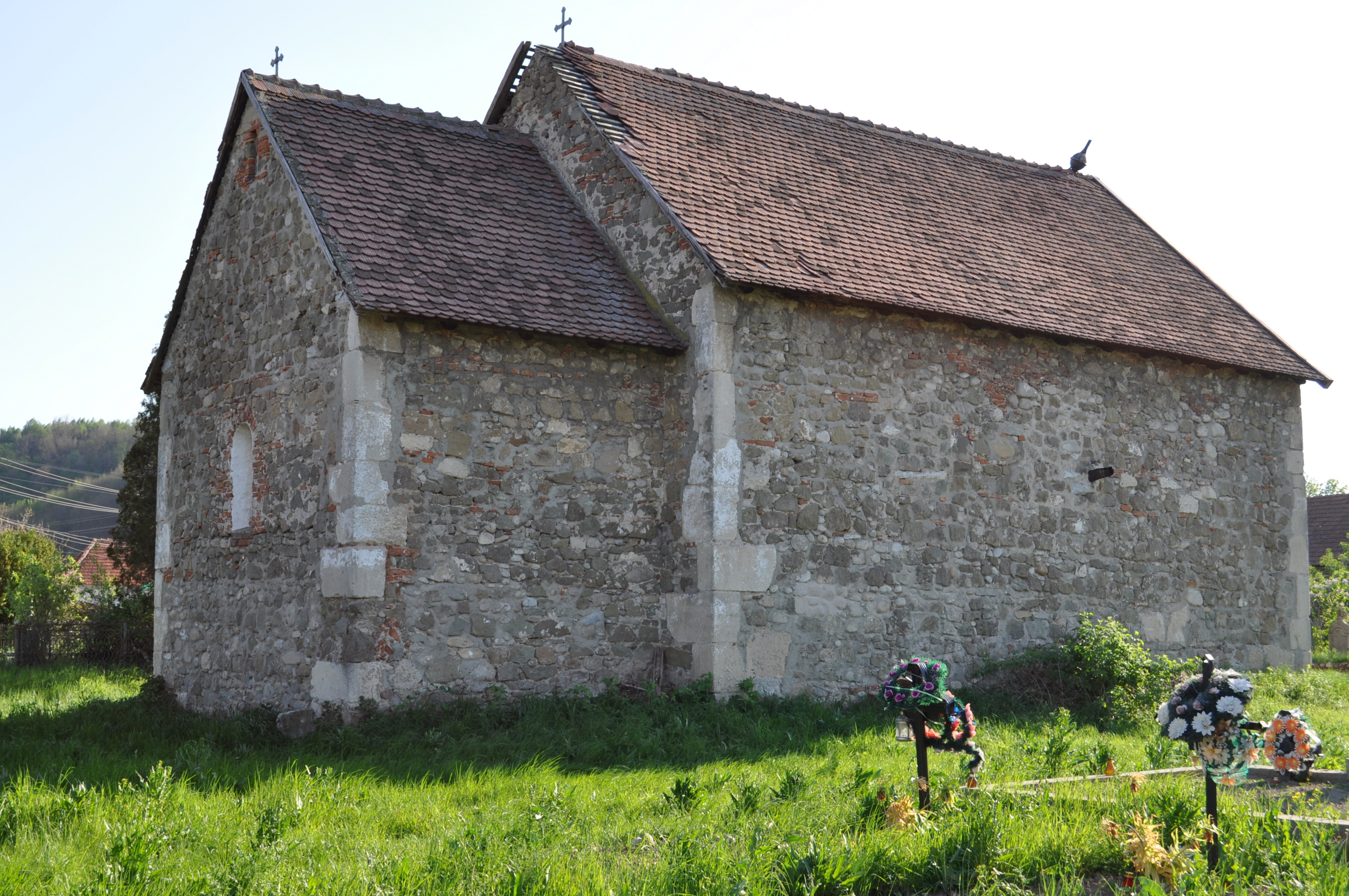
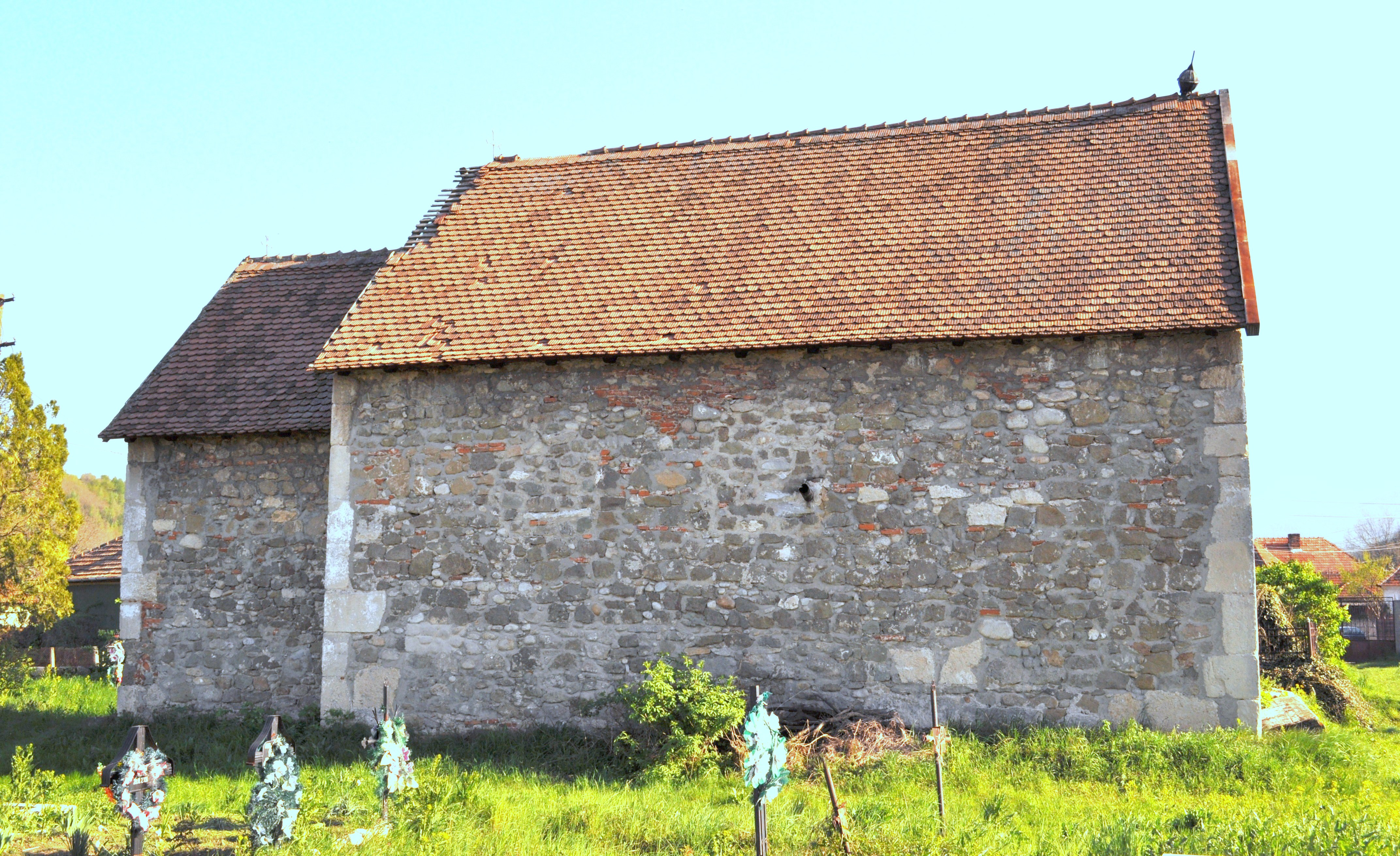
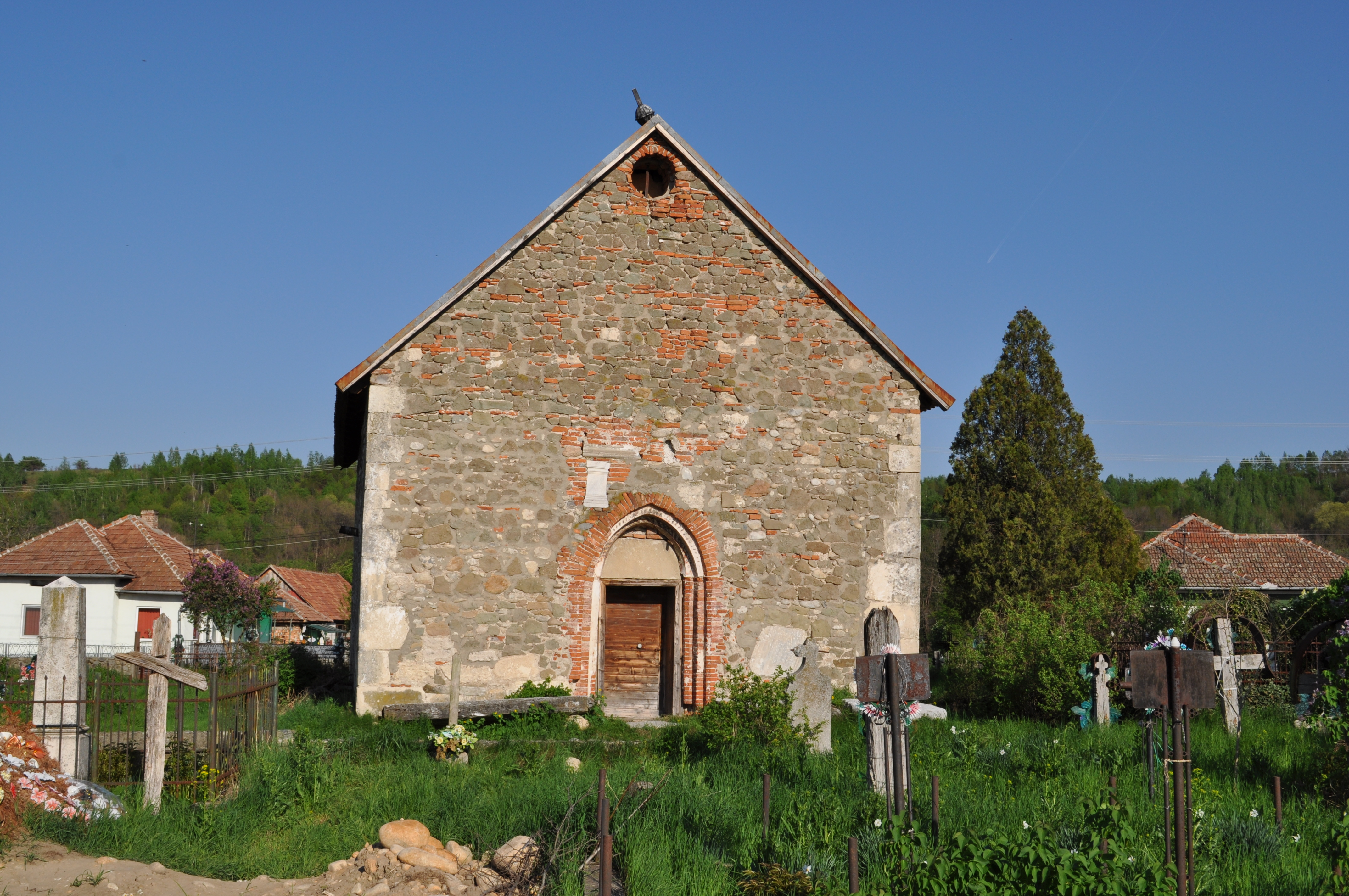
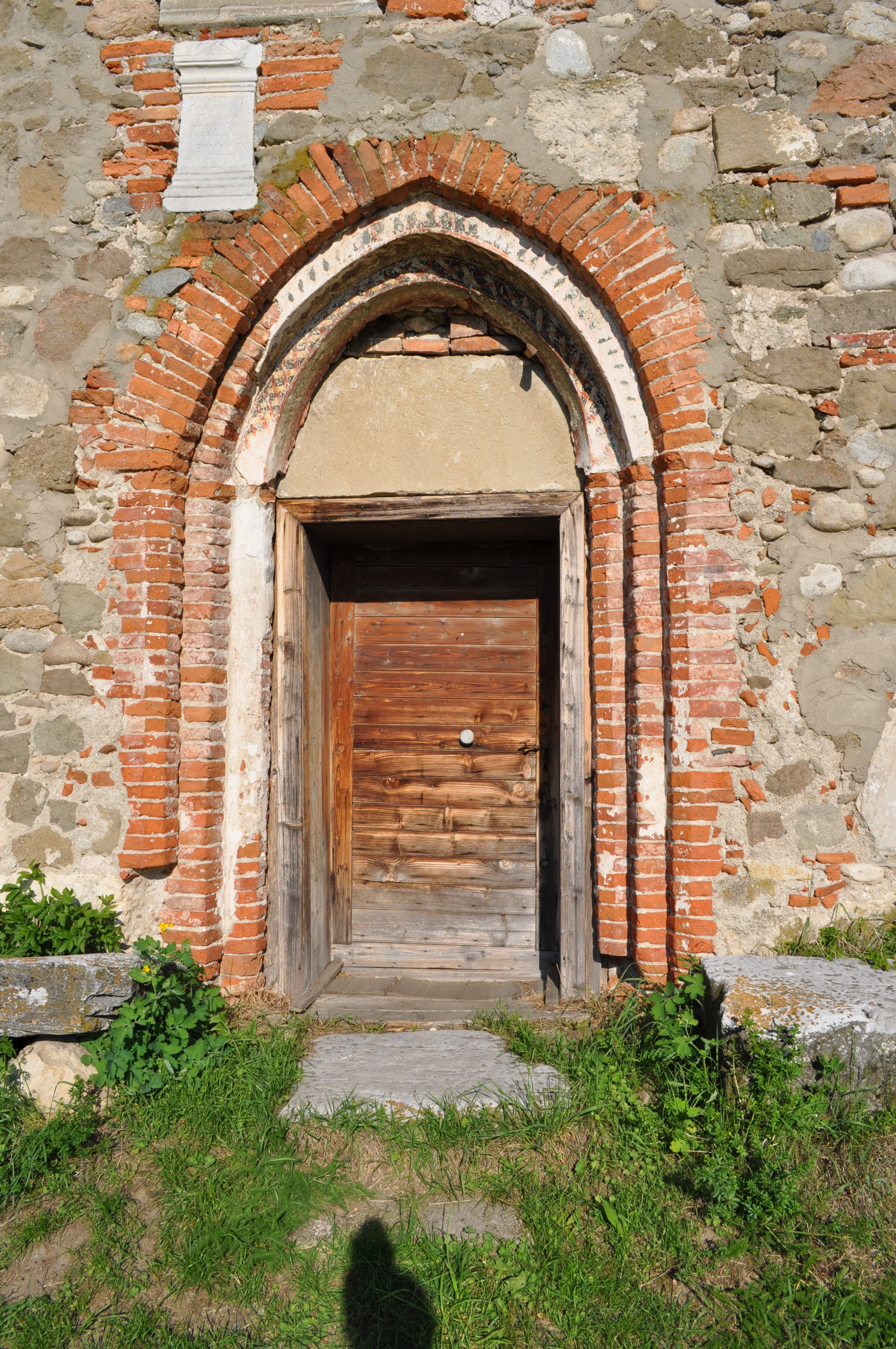
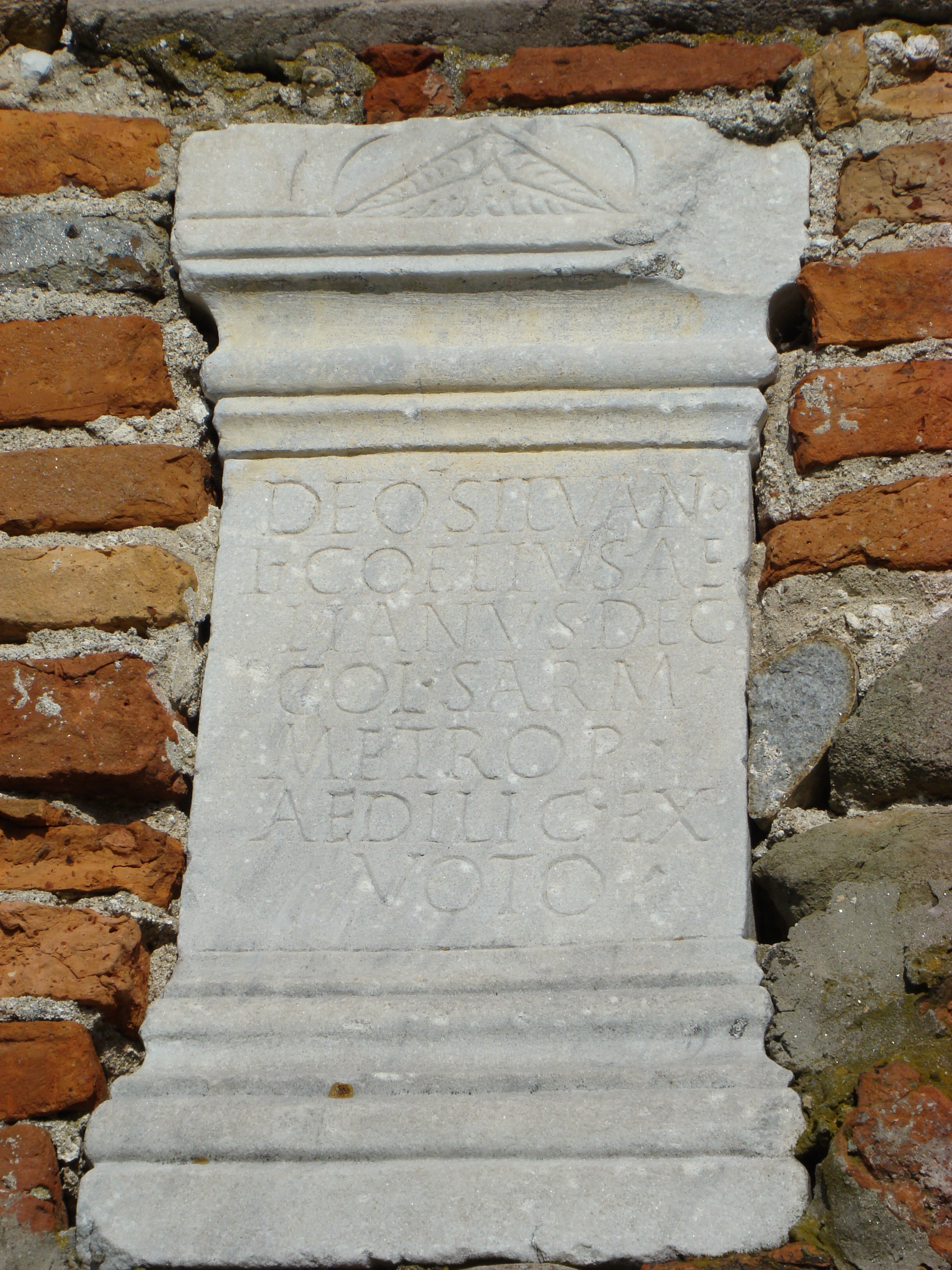

## Imagini din interior

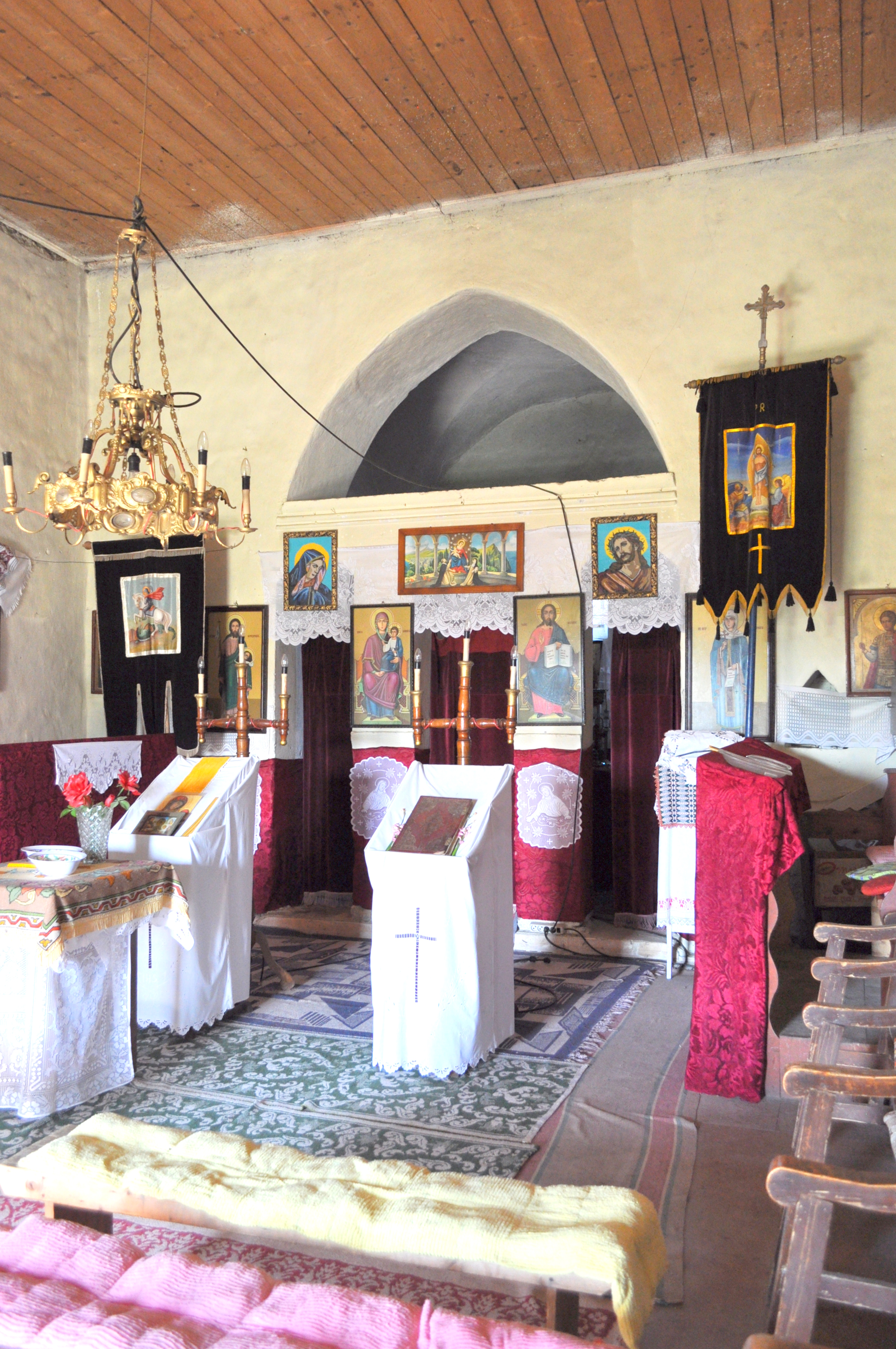
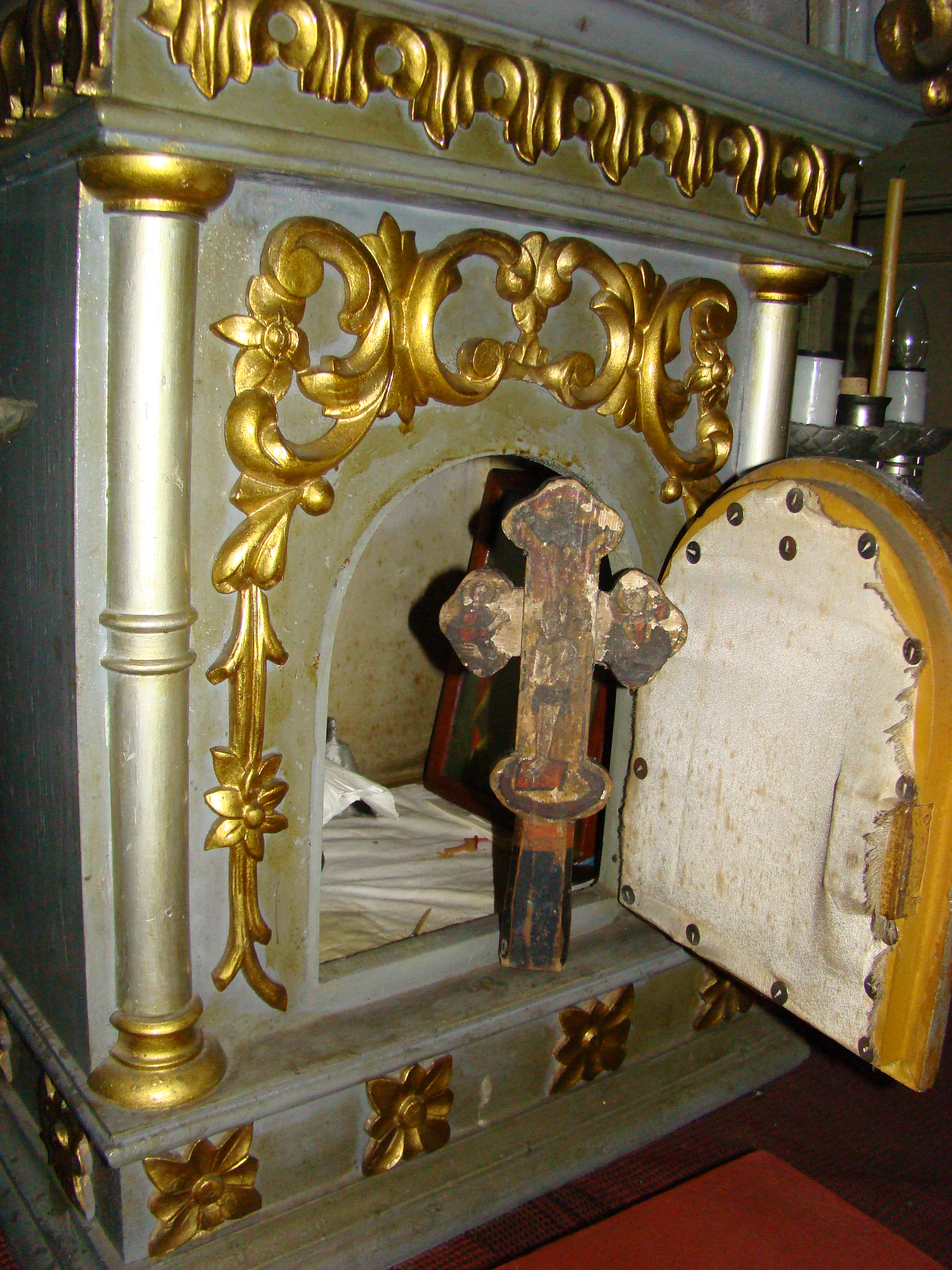
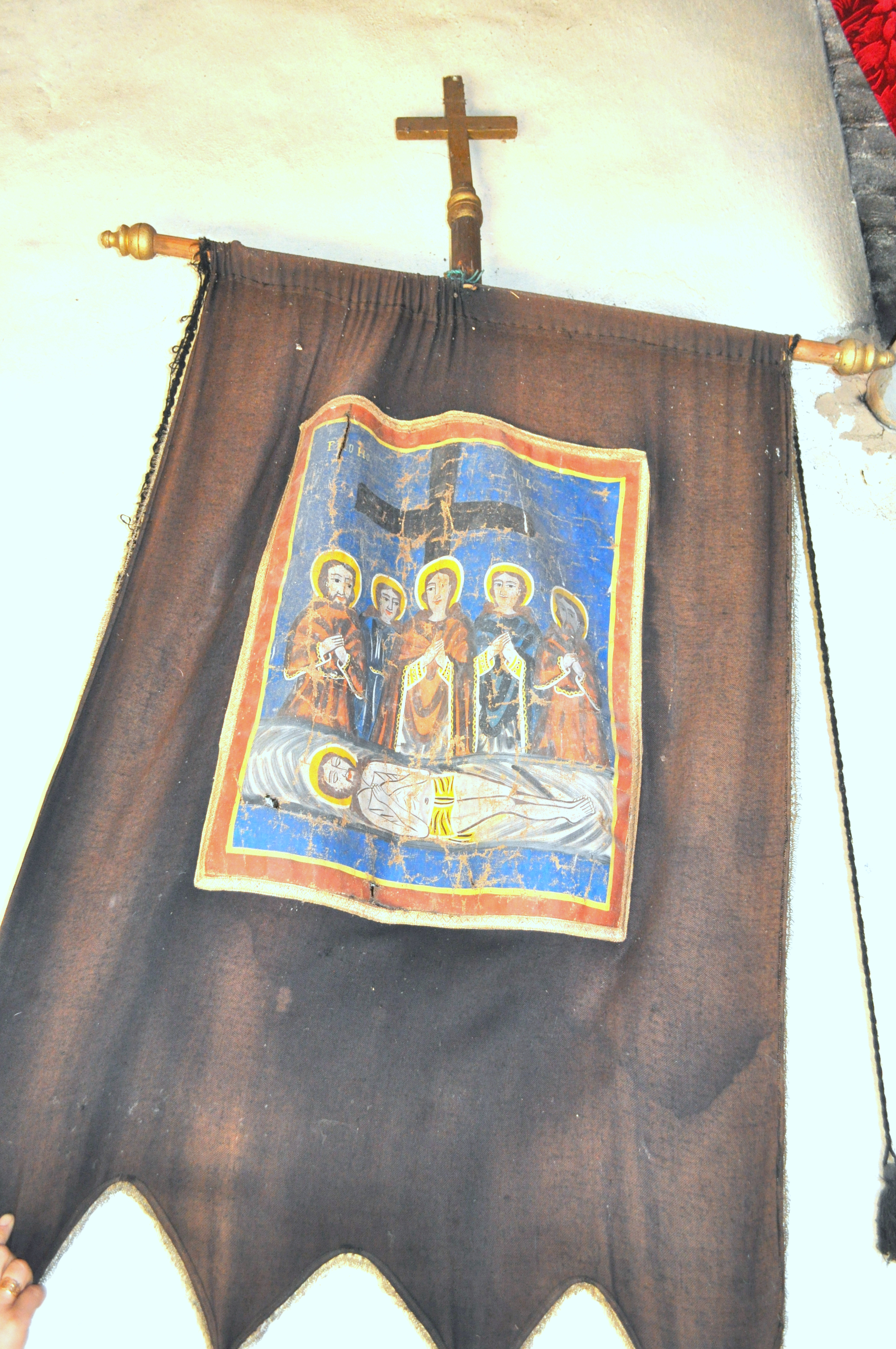
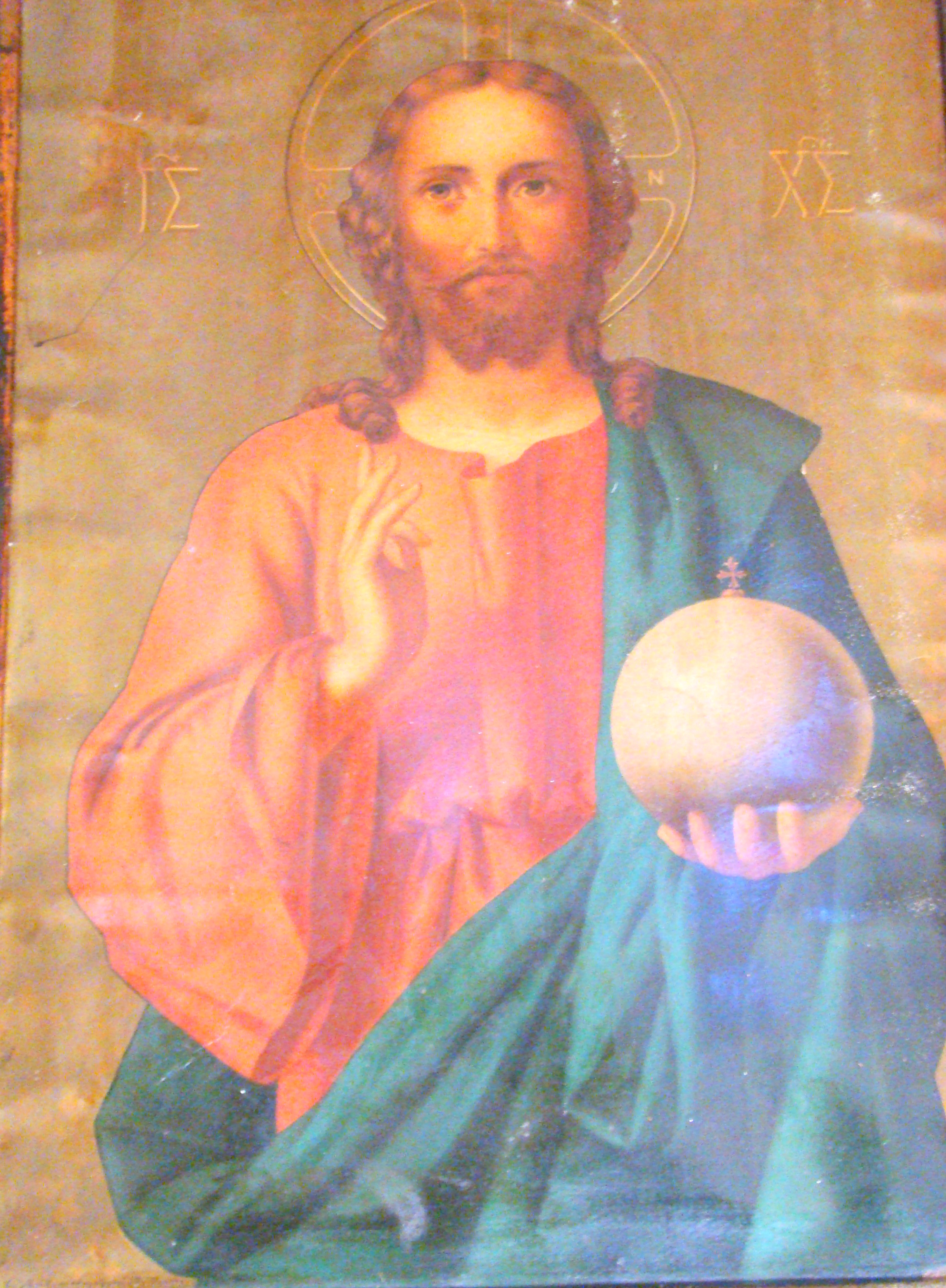
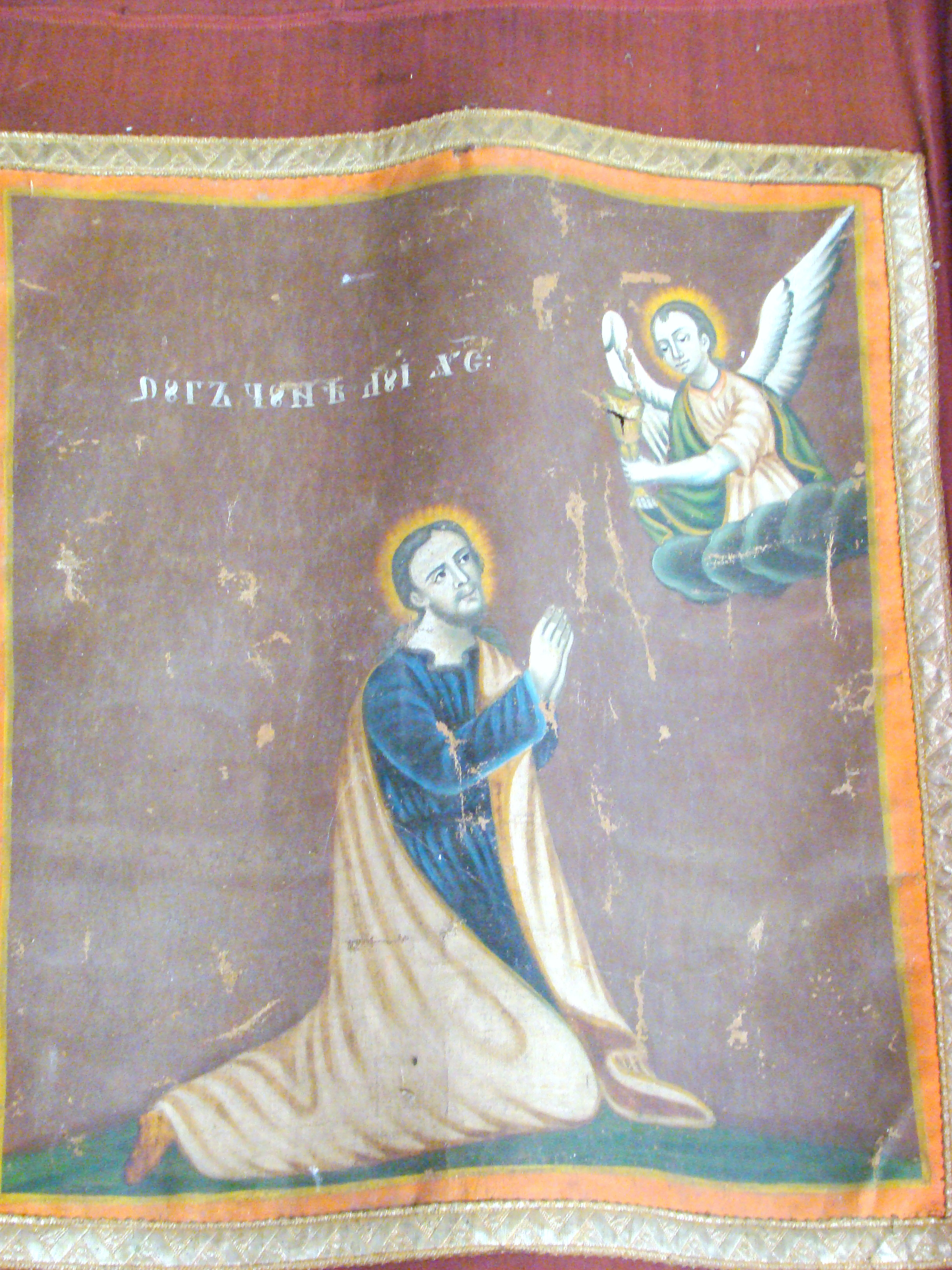
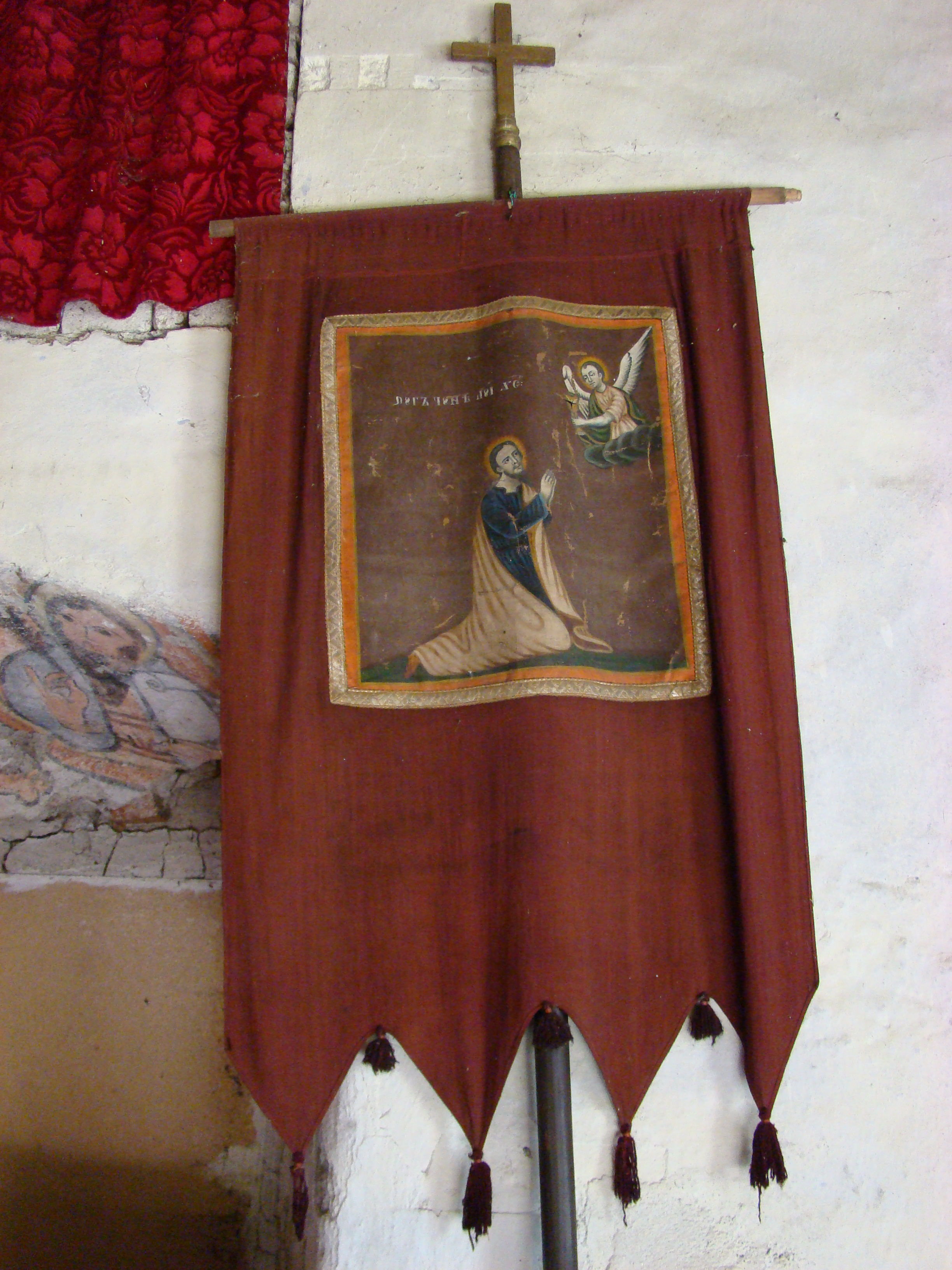
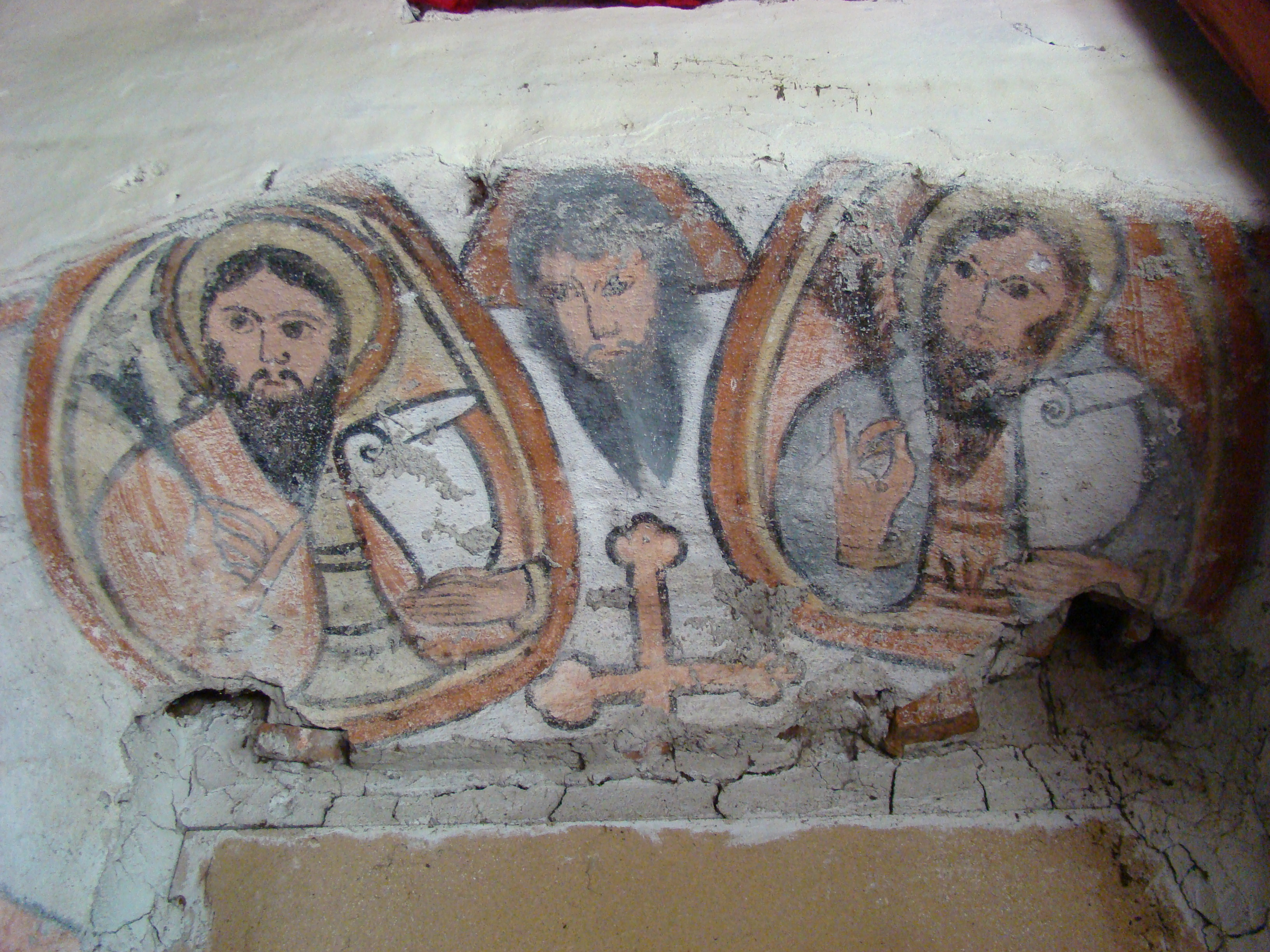
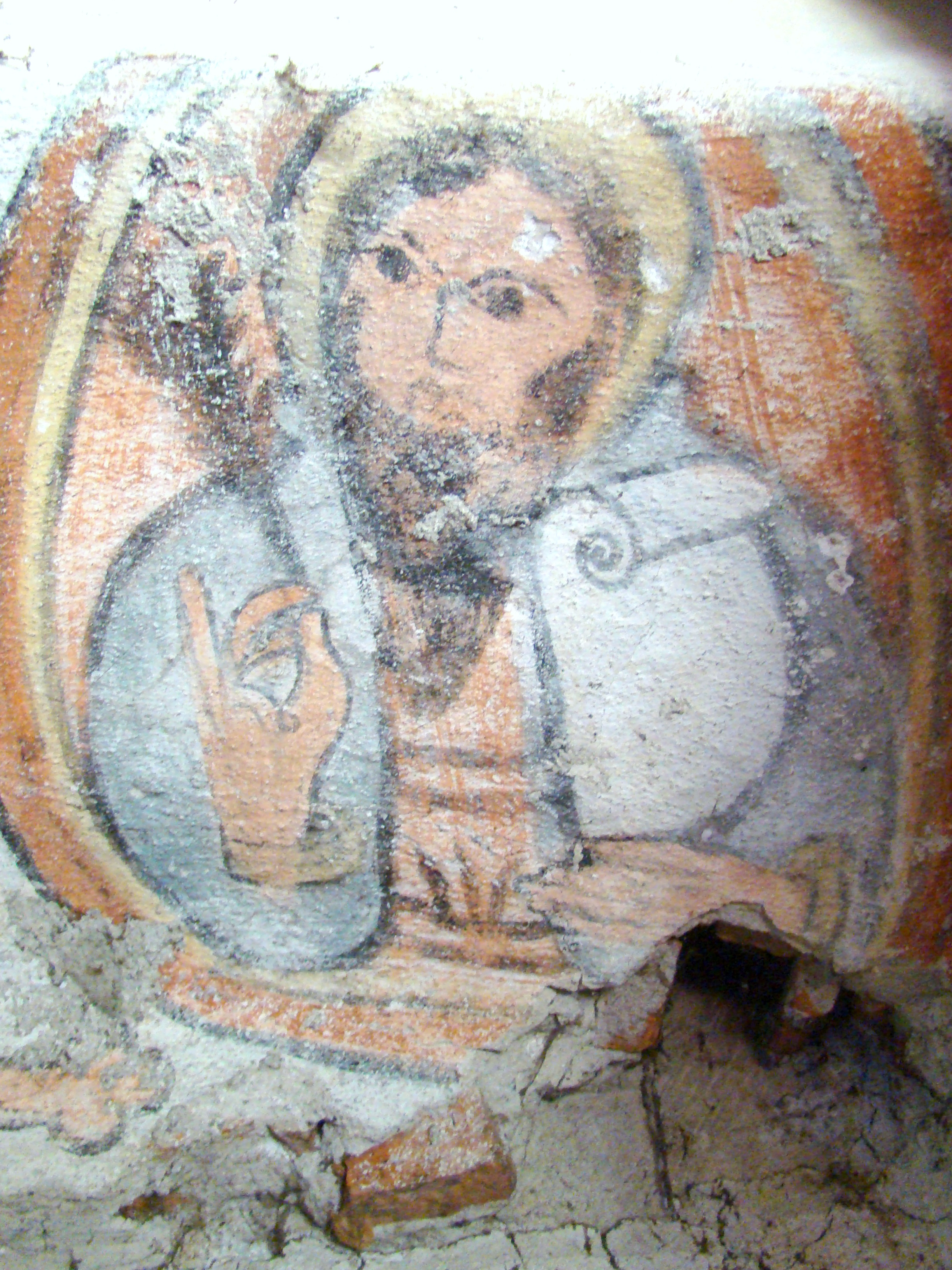
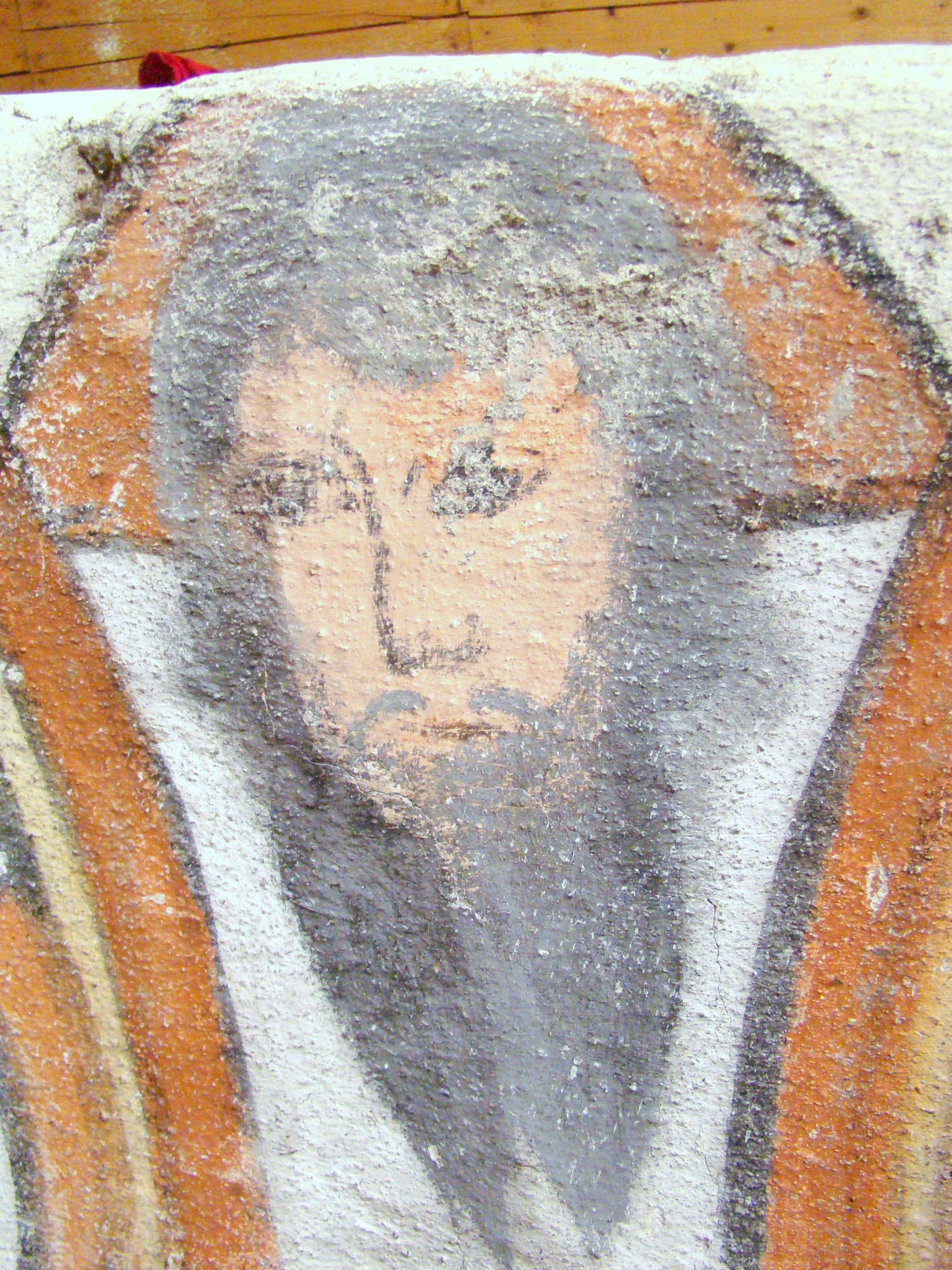
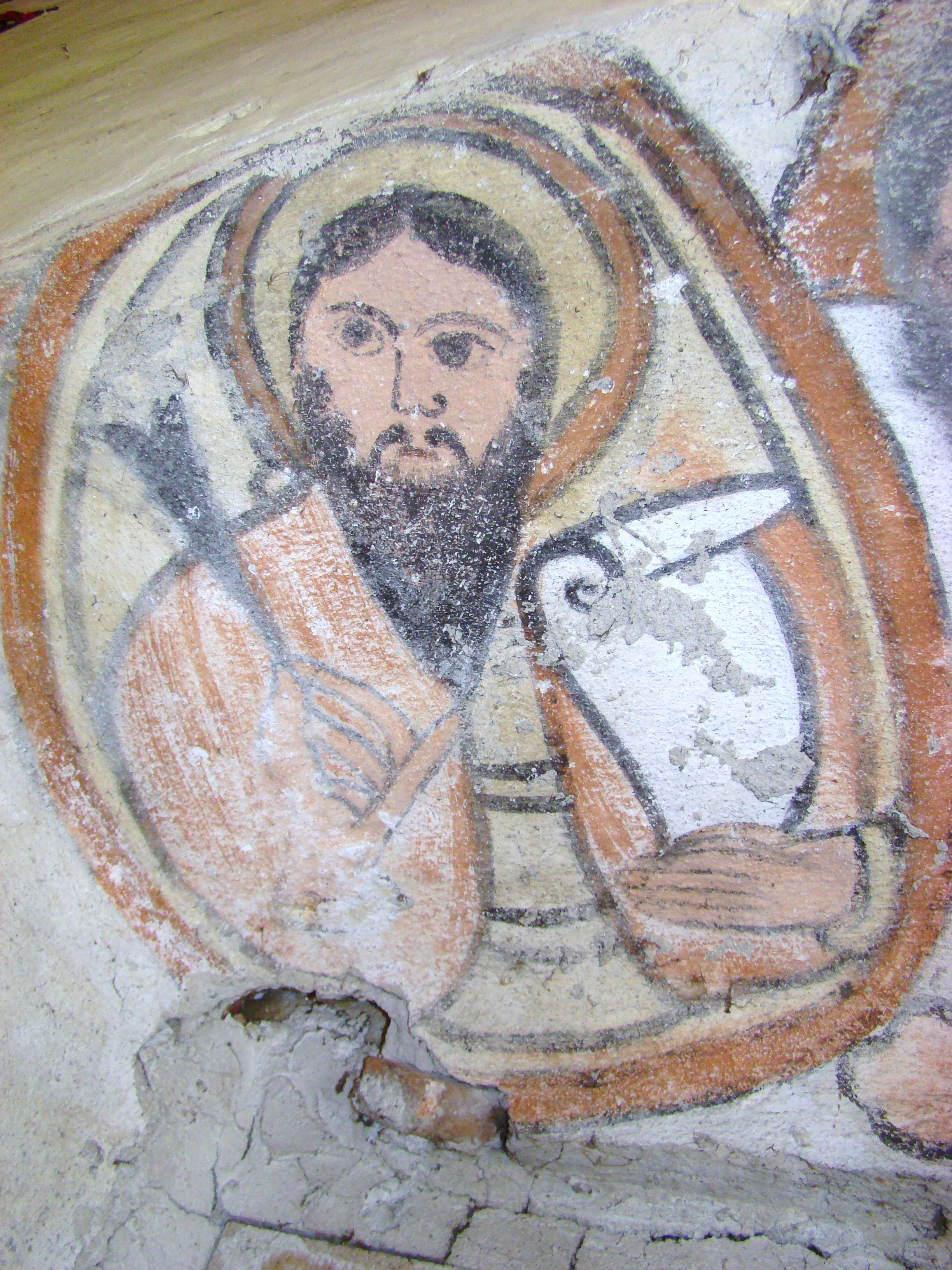
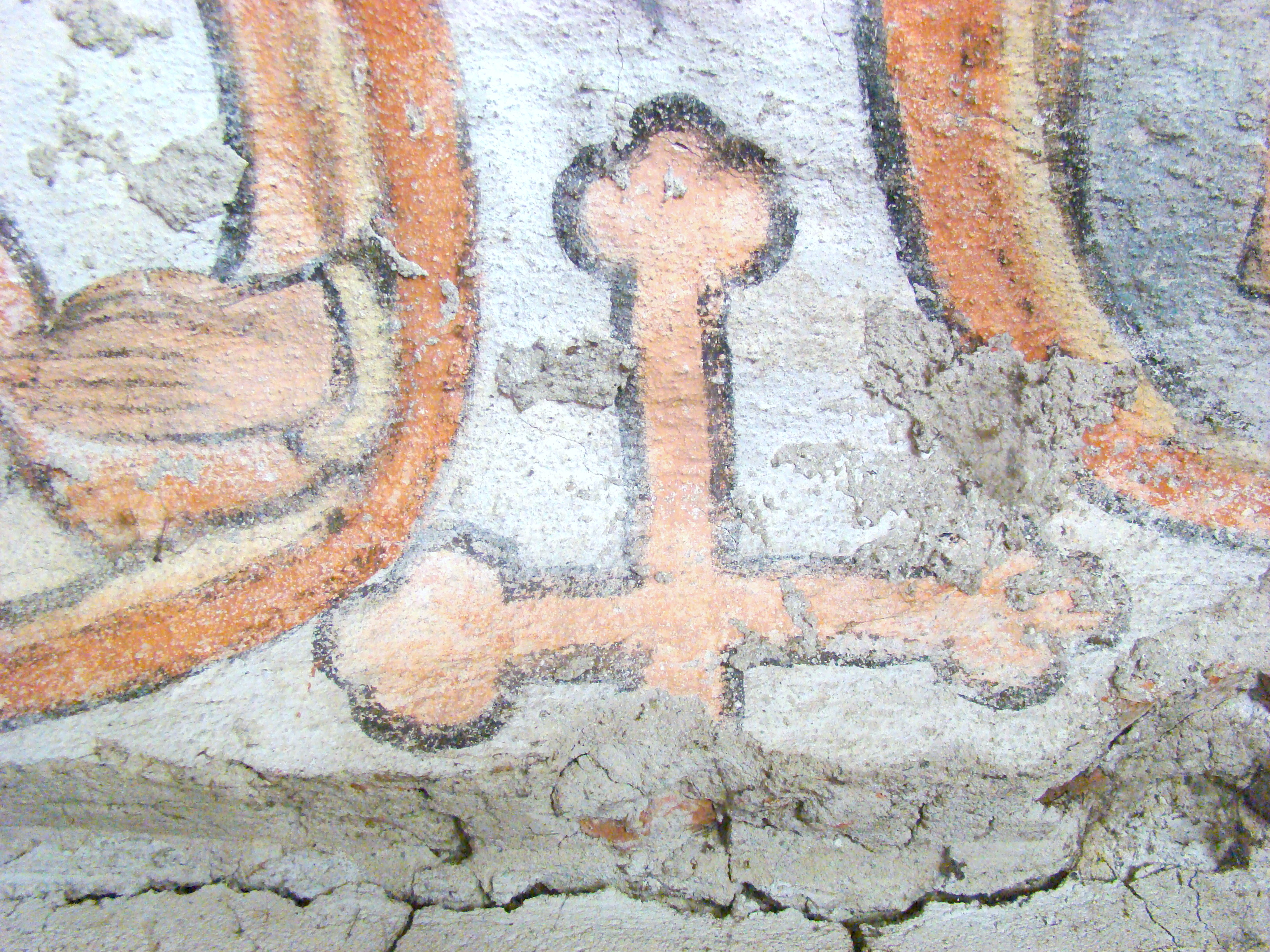
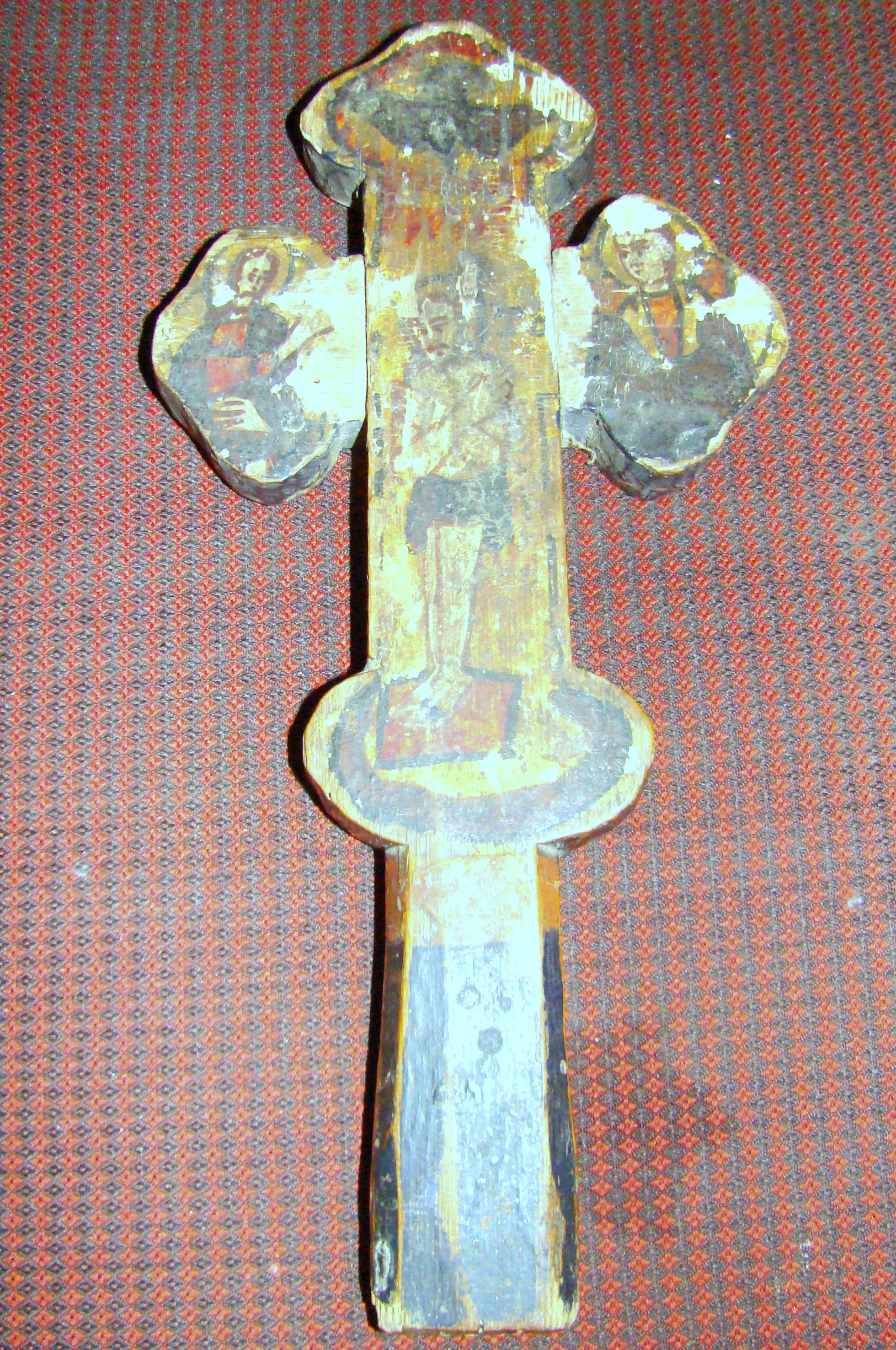
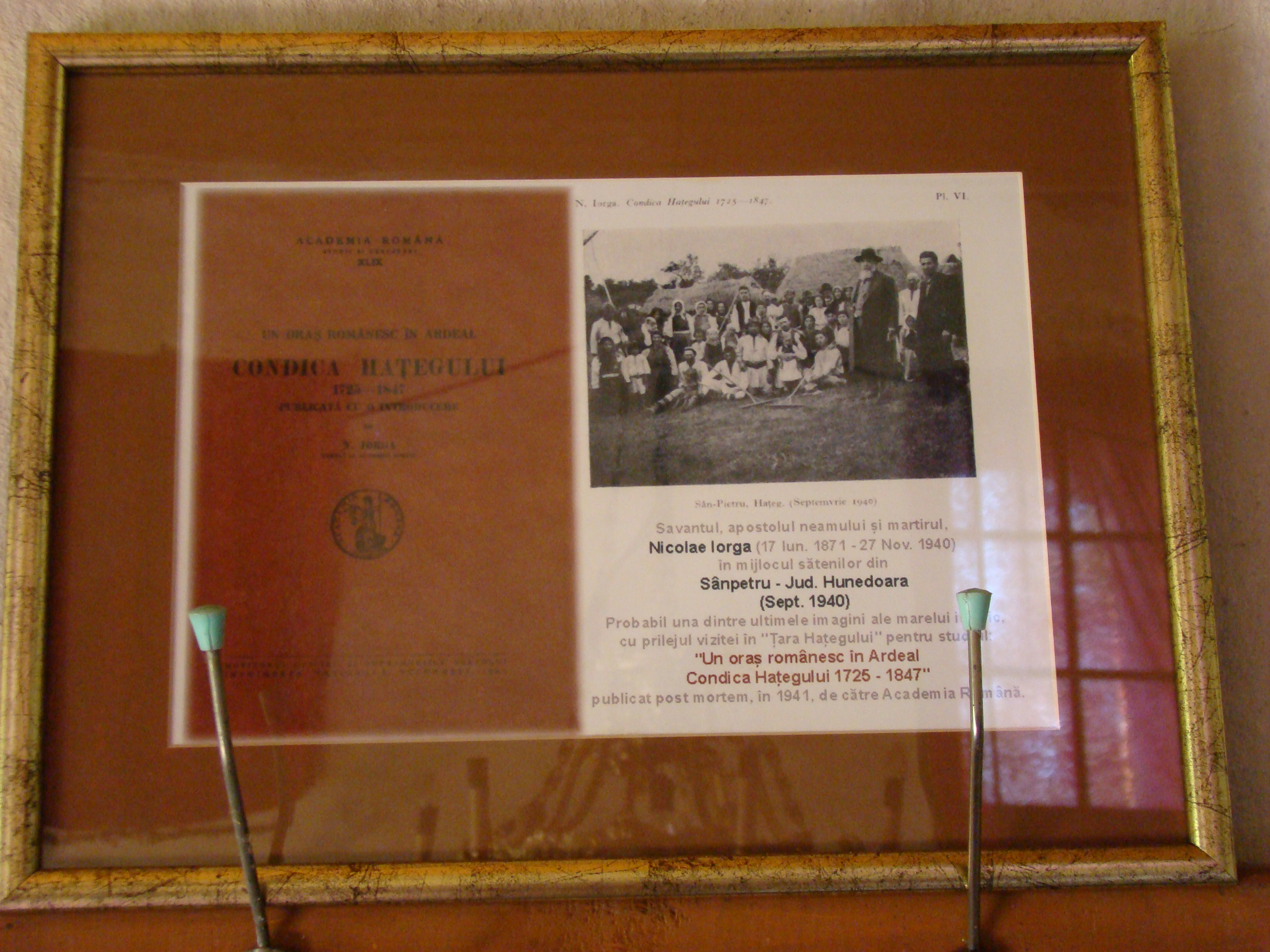